# 보스니아 전쟁
보스니아 전쟁(세르보크로아트어: Rat u Bosni i Hercegovini / 세르비아어: Рат у Босни и Херцеговини)은 1992년부터 1995년까지 보스니아 헤르체고비나 공화국에서 일어난 국제적인 무장 분쟁이다. 1992년 초부터 보스니아 내에 여러 폭력 사건이 일어났으며 보통 1992년 4월 6일을 개전일로 인정한다. 전쟁은 1995년 12월 14일에 끝났다. 전쟁에 참여한 주요국으로는 보스니아 헤르체고비나와 각각 세르비아와 크로아티아가 지원하고 주도하는 준국가인 스릅스카 공화국, 헤르체그보스니아 크로아티아인 공화국이 있었다.
보스니아 전쟁은 유고슬라비아 해체의 한 부분이다. 슬로베니아와 크로아티아가 1991년 유고슬라비아 사회주의 연방공화국에서 독립 선언을 한데 뒤이어 무슬리마니 보스니아인 44%, 세르비아 정교회 계열 세르브인 32.5%, 로마 가톨릭교회 크로아트인 17% 등등으로 구성된 다민족국가인 보스니아 헤르체고비나 사회주의 공화국도 1992년 2월 29일 독립 국민투표를 찬성으로 통과하였다. 세르브계 보스니아인들은 국민투표를 보이콧했으며 독립이라는 투표 결과도 받아들이지 않았다. 이후 보스니아 헤르체고비나가 국제적으로 인정받고 독립을 선언하자 세르브인은 알리야 이제트베고비치 대통령이 종전에 서명하였던 쿠틸레이루 계획(보스니아를 각 민족주로 분할하는 계획)에 진행에 탈퇴한 데 이어 라도반 카라지치가 이끄는 세르브계 보스니아인들이 슬로보단 밀로셰비치 세르비아 대통령 및 보스니아 헤르체고비아 내에 동원되어 세르비아계 영토를 확대하기 위해 움직인 유고슬라비아 인민군(JNA)의 지원을 받아 인종 청소를 자행하며 보스니아 전국으로 전쟁이 확대되었다.
보스니아 분쟁은 초기에 보스니아 내의 유고슬라비아 육군 세력이 나중에 스릅스카 공화국군(VRS)이라는 하나의 세력으로 재편되었으며, 이에 맞써 보스니아인으로 구성된 보스니아 헤르체고비나 공화국군(ARBiH) 및 크로아티아계로 구성된 크로아티아 방위평의회(HVO)가 같은 편으로 싸웠다. 하지만 1992년 말부터 보스니아인과 크로아트인 사이 민족 긴장이 높아지면서 결국 1993년 초에는 두 민족도 대립하며 크로아티아-보스니아 전쟁으로 확대되었다. 보스니아 전쟁은 격렬한 전투, 도시와 마을에 대한 무차별 포격, 인종 청소, 체계적 집단강간 등 행위가 특징이다. 이런 일은 대부분 세르비아계가 저질렀으며, 그 외에도 세르브계보다는 적지만 크로아트계, 보스니아계 군사들도 이런 잔혹행위를 자행했다. 전후 분쟁 상징으로는 사라예보 포위전과 스레브레니차 학살 등 사건이 알려져 있다.
세르브계는 처음에 유고 인민군이 제공한 무기와 지원으로 군사적으로 우위에 있었지만 1994년 워싱턴 협정에 따라 보스니아계와 크로아트계가 스릅스카 공화국에 대항하여 보스니아 헤르체고비나 연방으로 합쳐지면서 공세의 구심점을 잃었다. 1994년 스레브레니차와 마르칼레 학살 이후 파키스탄이 유엔의 보스니아계 무슬림에 대한 소화기 및 미사일 무기 금수조치를 어기고 보스니아를 지원하기 시작하였으며, 1995년에는 NATO가 딜리버레이트 포스 작전으로 스릅스카 공화국 기지를 폭격하며 개입하면서 전쟁 종식에 결정적인 역할을 하였다. 보스니아 전쟁은 1995년 12월 14일 파리에서 보스니아 헤르체고비나 평화를 위한 기본 준비협정을 체결하면서 종식되었다. 1995년 11월 21일에는 미국 오하이오주 데이턴에서 최종 평화 협정인 데이턴 협정을 맺었다.
2017년 12월 31일 구유고슬라비아 국제형사법원이 문을 닫기 전까지 보스니아 전쟁에서 일어난 전쟁 범죄로 세르비아인 81명, 크로아티아인 24명, 보스니아인 9명이 기소되었다. 가장 최신 추정치에 따르면 보스니아 전쟁으로 총 10만명이 사망하였다. 또한 220만명 이상이 실향민이 되었으며 제2차 세계 대전 이후 유럽에서 가장 파괴적인 분쟁으로 기록되었다. 또한 전쟁 기간 대략 12,000명에서 50,000명에 달하는 여성이 강간을 당했으며, 피해자 가운데 절대다수가 보스니아인 무슬림교도였다.

## 연표
보스니아 전쟁이 언제 시작되었는지에 대해서는 논란이 있다. 1992년 2월 말부터 보스니아 이슬람교도와 크로아트인, 세르브인 사이 충돌이 시작되었으며 그 후 미국과 유럽 경제 공동체 (ECC)가 보스니아 헤르체고비나를 정식으로 인정한 4월 6일 양측의 충돌이 "전면적인 분쟁으로 발전"하였다. 각 학자마다 판단하는 개전일도 다른데 미샤 글레니는 3월 26일을, 톰 갤러거는 4월 2일을, 메리 캘더, 로라 실버, 앨런 리틀은 4월 6일로 보고 있다. 필립 해먼드는 전반적으로 개전일이 1992년 4월 6일이 맞다고 주장하였다.
세르브계 측에서는 1992년 보스니아 헤르체고비나 독립 국민투표 다음날인 1992년 3월 1일 일어난 사라예보 결혼식 공격 사건 당시 신랑 아버지 측이 살해당한 사건을 보스니아 전쟁 첫 사망자로 간주한다. 3월 26일에는 세르브인 학살 사건인 시예코바츠 학살이 일어났으며 4월 1일에서 2일 사이에는 보스니아인 학살 사건인 비옐리나 학살 사건이 일어났다. 4월 5일에는 대규모 군중들이 바리케이드로 향하다 세르브계 군인에게 시위대 1명이 사망하는 사건이 일어났다.
보스니아 전쟁은 1995년 11월 1일에서 21일 사이 미국의 오하이오주 데이턴의 브라이트-패터슨 공군 기지에서 열린 평화 협상에서 보스니아 헤르체고비나의 평화를 위한 일반토대협정에 합의하고 1995년 12월 14일 파리에서 협정을 체결하면서 공식적으로 끝났다.

## 배경

### 유고슬라비아 해체
보스니아 헤르체고비나의 전쟁은 유고슬라비아 사회주의 연방공화국의 해체로 촉발되었다. 냉전 말기 유고슬라비아 내의 연방 체제에 금이 가기 시작하면서 유고슬라비아 위기가 시작되었다. 유고슬라비아 국가를 장악하던 공산당인 유고슬라비아 공산주의자 동맹은 점점 세력을 잃어가고 있었다. 한편 1980년 코소보에서의 대규모 폭력사태를 시작으로 유고슬라비아 내에서 민족주의가 대두되기 시작하였다. 세르비아 민족주의자들은 유고슬라비아의 중앙집권화를 꿈꿨으나 기타 유고슬라비아 내 다른 민족들은 유고슬라비아의 연방 자치를 강화하며 지방분권주의에 다가가는 것을 원했다.
오스만 제국의 통치를 받은 보스니아 헤르체고비나는 역사적으로도 다민족 국가였다. 1991년 인구총조사에 따르면 전 국민 중 44%가 무슬림(보스니악인)이었으며 32.5%가 세르브인, 17%가 크로아티아인, 6%가 유고슬라비아인이라고 답했다.
1989년 3월 세르비아에서 코소보와 보이보디나의 자치권을 박탈하고 직접 지배하도록 명시한 세르비아 헌법개정안이 통과되자 유고슬라비아 위기는 심화되었다. 이전까지 코소보와 보이보디나는 자치권을 가지고 있었으며 유고슬라비아 연방 내에서 연방 의사 결정에 독자적인 투표권도 가지고 있었다. 새로이 선출된 슬로보단 밀로셰비치가 통치하는 세르비아는 이제 유고슬라비아 대통령직 투표권 8장 중 3장을 가지고 좌지우지하는 데 성공하였다. 몬테네그로의 지원까지 받은 세르비아는 연방정부의 결정에 큰 영향을 미치고 있었다. 이런 상황에 타 공화국들은 반발하며 유고슬라비아 연방의 개혁을 요구하였다.
1990년 1월 20일 열린 제14차 유고슬라비아 공산주의자 동맹 임시회에서 각 공화국 대표단들은 유고슬라비아 연방 정부의 주요 문제에 대해서 어떤 합의도 내지 못했다. 이 결과 슬로베니아와 크로아티아 대표단은 회장을 나와버렸다. 밀란 쿠찬을 위시로 한 슬로베니아 대표단은 유고슬라비아의 민주개혁과 연방의 분권주의화를 요구했으며 밀로셰비치를 위시로 한 세르비아 대표단은 이에 반대했다.
1990년 11월 보스니아 헤르체고비나에서 열린 첫 다당제 총선에서 유권자들이 민족에 따라 투표가 극명하게 갈리면서 보스니아인에서는 민주행동당(SDA)이, 세르브인계에서는 세르비아 민주당(SDS)이, 크로아트계에서는 크로아티아 민주연합이 우세를 점했다.
각 정당들도 민족에 따라 권력을 분점하여 보스니아 헤르체고비나 사회주의 공화국 대통령직 의장에는 보스니아인이, 의회 의장에는 세르브인이, 총리에는 크로아트인이 나눠가졌다. 분리주의적인 민족주의 정당들은 보스니아 외에도 크로아티아와 슬로베니아에서 권력을 쥐었다.

### 유고슬라비아 전쟁의 발발

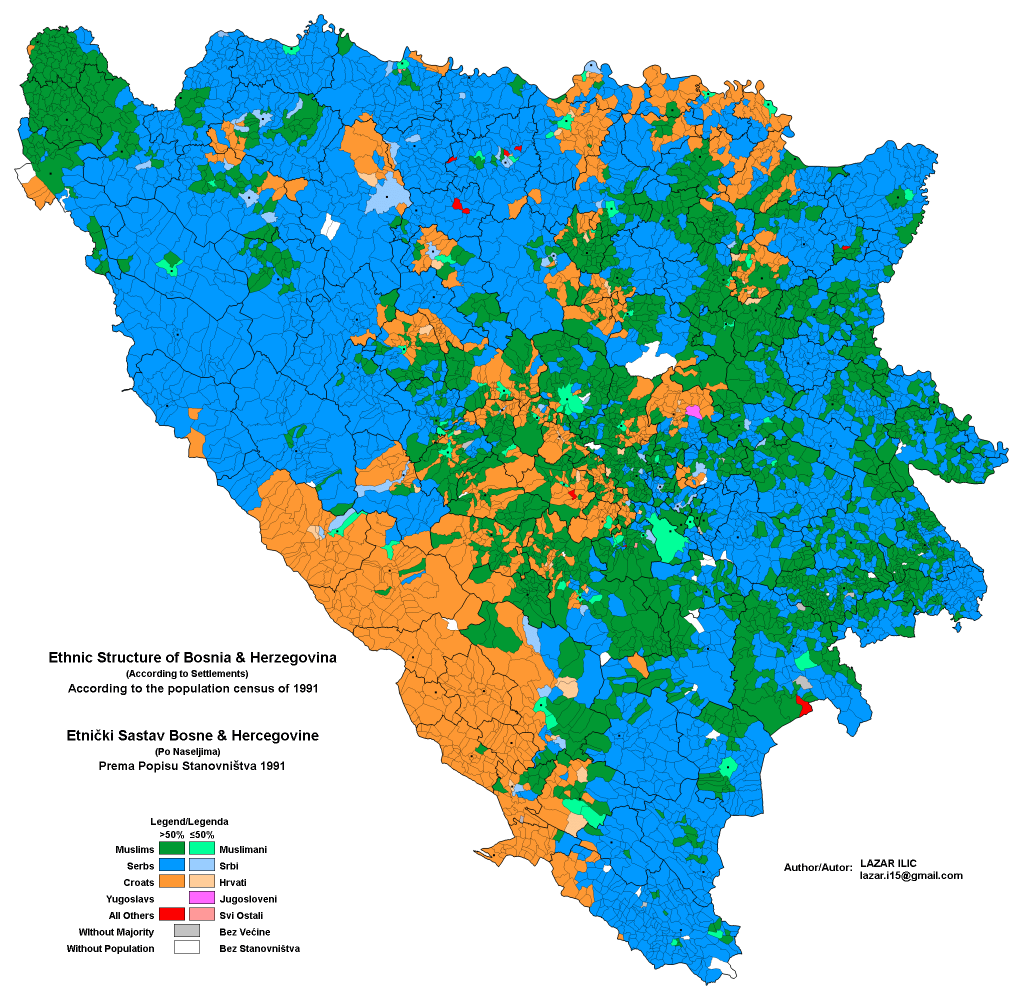
1991년 보스니아 헤르체고비나의 민족 분포 지도.
보스니아인
세르브계
크로아트인

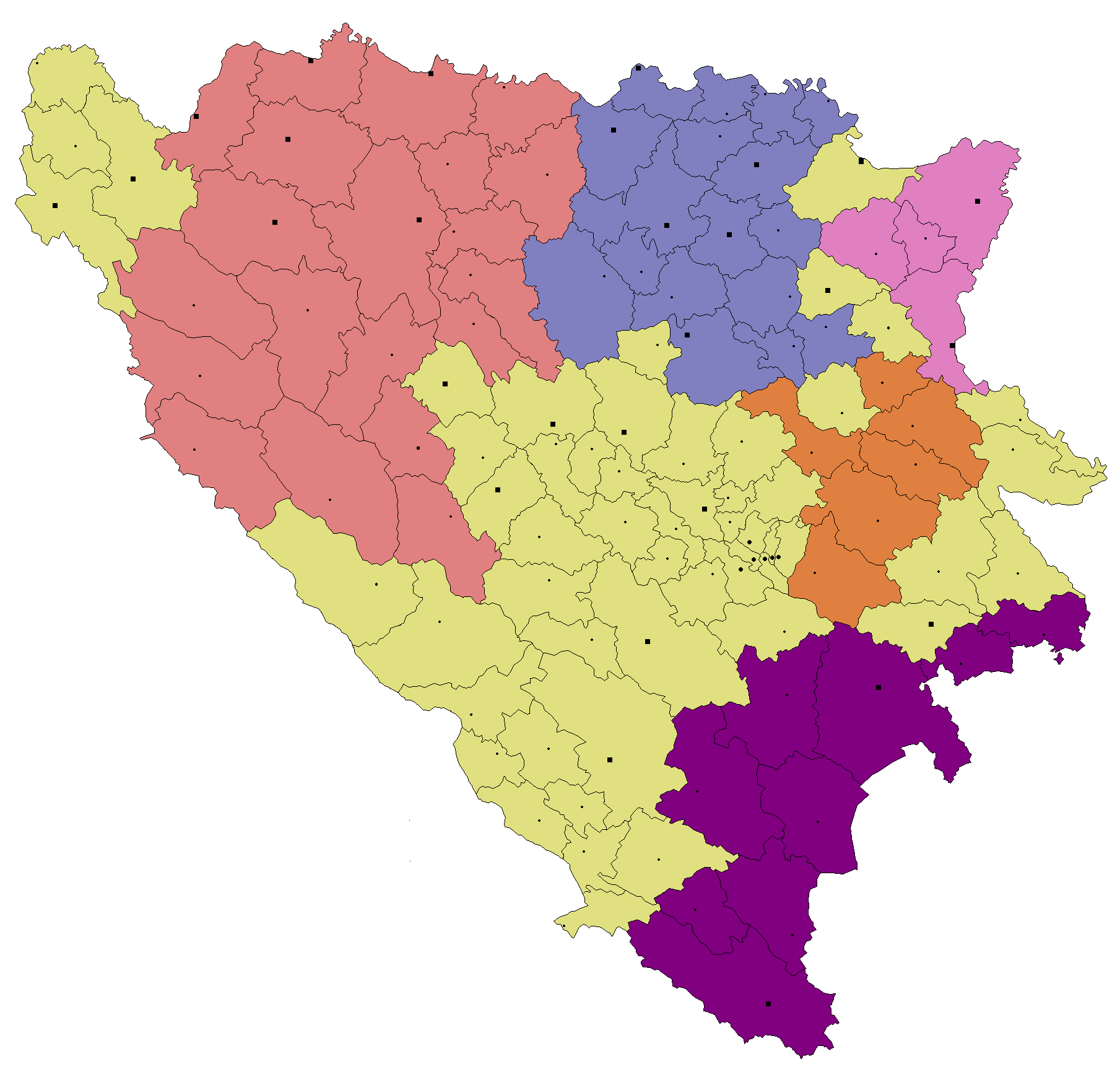
1991년 11월의 세르브인 자치주들.

1991년 초 유고슬라비아의 6개 공화국과 2개 자치구 지도자들이 유고슬라비아 현 위기에 대한 논의를 위해 수 많은 회의를 열어 만났다. 세르브계 지도부는 연방 내에서 해결하는 방법을 원했으며 크로아티아와 슬로베니아 지도부는 주권국가의 연합으로 재편하는 것을 원했다. 보스니아인의 지도자인 알리야 이제트베고비치는 2월 슬로베니아와 크로아티아 및 4개 공화국간의 느슨한 연합체 체제 방안을 제시하였다. 하지만 직후 이제트베고비치는 입장을 바꿔 유고슬라비아 연방의 존속 조건으로 보스니아의 주권국화를 요구하였다.
3월 25일, 크로아티아의 대통령 프라뇨 투지만과 세르비아의 대통령 슬로보단 밀로셰비치가 카라조르제보 회담을 열었다. 이 회담에서 두 대통령이 보스니아 헤르체고비나의 분할에 동의했다는 주장이 일부 유고슬라비아 정치인들부터 시작해서 정계에 퍼지며 한동안 논란이 벌어졌다.
6월 6일, 이제트베고비치와 마케도니아의 대통령 키로 글리고로프이 슬로베니아, 크로아티아, 4개 공화국 연방 사이 약한 연합체제를 구상하였으나 밀로셰비치가 이 방안을 거부하였다.
1991년 6월 25일, 슬로베니아와 크로아티아가 동시에 독립을 선포하면서 이와 함께 슬로베니아에서는 열흘 전쟁이라는 짧은 무력충돌과 크로아티아에서는 크로아티아 내 세르브인 다수지역에서 무력 충돌이 광범위하게 퍼지며 크로아티아 독립 전쟁이 시작되었다. 1991년 하반기가 지나며 크로아티아 지역의 전쟁이 격화되었다. 유고슬라비아 인민군은 보스니아 헤르체고비나에서 크로아티아 방면으로 공세를 가했다.
1991년 7월, 라도반 카라지치 총재를 비롯한 세르비아 민주당 대표단과 무슬림 보스니아인 조직(MBO)의 무하메드 필리포비치, 아딜 줄피카르파시치가 SR 세르비아와 SR 몬테네그로의 국가연합에 SR 보스니아 헤르체고비나를 탈퇴시킨다는 방안인 줄피카르파시치–카라지치 협정 초안을 작성하였다. 이 합의는 크로아티아계 정당들이 강하게 비판하였다. 이제트고비치 대통령은 당초에는 이 협정에 찬성하였으나 이후 합의한에 일축하였다.
1991년 9월에서 11월 사이 세르비아 민주당은 6계 세르브인 자치 지역(SRS)를 수립하였다. 이는 보스니아가 유고슬라비아에서 분리독립 시도에 반발해 나온 세르브계의 대응이었다. 크로아트계 보스니아인도 이와 비슷한 반응을 보였다.
1991년 8월, 유럽 경제 공동체는 보스니아 헤르체고비나에서의 전쟁을 막기 위한 회담을 개최하였다.
1991년 9월 25일에는 유엔 안전 보장 이사회에서 구 유고슬라비아 영토 내에서 모든 무기 금수 조치를 취하는 유엔 안전 보장 이사회 결의 제713호가 통과되었다. 이 무기 금수 조치는 유고 인민군과 세르비아군에게 별다른 영향을 미치지 못했다. 이 무렵 크로아티아군은 막사 전투를 치르며 유고 인민군으로부터 무기를 탈취해 무장하였다. 금수 조치는 보스니아 전쟁이 시작될 무렵 보스니아 헤르체고비나에 큰 영향을 미쳤다. 세르비아계 군사는 유고 인민군의 장비와 무기를 그대로 인수받았으며, 크로아티아계 군사와 보스니아군은 금수 조치를 어겨가며 크로아티아를 통해 무기를 밀수입했다.
1991년 9월 19일 유고 인민군은 모스타르 시가지 인근 지역에 병력을 증파하였으며 지방정부는 이에 격렬히 반발하였다. 9월 20일에는 유고 인민군이 보스니아 동북부의 비셰그라드를 통해 부코바르 전선으로 병력을 증파하였다. 이에 대응해 지역 내 크로아티아인과 보스니아인은 바리케이드와 기관총 초소를 설치해 길목을 막았다. 이 바리케이드로 60여대의 전차 행렬을 막아세웠으나 다음 날 무력으로 해산되었다. 이 과정에서 약 천여 명의 주민이 피난을 가야 했다. 보스니아 전쟁이 발발하기 거의 7개월 전에 일어난 이 사건은 유고슬라비아 전쟁 기간 보스니아에서의 최초의 유혈 충돌로 기록되었다. 10월 1일에는 유고 인민군이 크로아티아 남부의 도시인 두브로브니크를 공격하는 작전의 일환으로 헤르체고비나 동부에 있는 크로아티아계 다수 거주 마을인 라브노를 공격하였다.
10월 6일, 보스니아 헤르체고비나의 대통령인 알리야 이제트베고비치는 "우리의 전쟁이 아니다"라는 성명과 함께 크로아티아에서 발발한 전쟁에서 중립을 선언하였다. 한편 이제트베고비치는 10월 14일 보스니아 의회의 연설에서 "군대에 대항하는 어떠한 행동도 하지 말라. (중략) 육군의 존재가 우리에게 있어서 안정이 되는 요소이며, 우리는 이 군대를 필요로 한다. 지금까지는 군대와 문제를 일으킨 적이 없었으며 앞으로도 그러할 것이다"라는 연설을 하였다.
1990년 내내 유고슬라비아 국가보안국은 RAM 계획을 개발하였으며 세르비아 외 지역에서 세르브계 세력을 조직화하기 위해 신생정당인 세르비아 민주당(SDS)를 통합적으로 통제하고 무기와 탄약을 배치하며 유고슬라비아 인민군의 세르브계 장교들을 선발하여 보냈다.
RAM 계획은 모든 세르브인들을 단일 국가 내에 같이 살도록 하는 제3의 새로운 유고슬라비아를 건국하기 위한 기반 작업 계획이었다.
주세페 차카리아 기자는 1992년 베오그라드에서 열린 세르비아군 장교 회의를 요약해 무슬림 종교 및 사회 구조에서 제일 취약한 부분인 여성과 어린이를 대상으로 하는 명시적인 정책을 채택했다고 보도하였다. RAM 계획은 1980년대부터 이미 작성되왔던 것으로 추정된다. 유고슬라비아의 총리였던 크로아트계 안테 마르코비치가 이 존재를 폭로하였다. 이 계획의 존재와 실현가능성에 있어 보스니아 정부는 충격에 빠졌다.

### 최종적인 정치적 위기
1991년 10월 15일, 보스니아 헤르체고비나 사회주의 공화국 의회는 "보스니아 헤르체고비나 주권국 선언"을 과반수의 의석으로 통과시켰다. 세르브계 보스니아인 의원들은 개정헌법 70조에서 중요한 문제에 대해서는 절차적 안전장치와 2/3 이상의 압도적 다수가 필요하다고 주장하며 격렬하게 논쟁하였다. 결국 이 선언을 논의하였고 세르브계 보스니아인 의원들은 선언을 보이콧했으나 보이콧 동안 이 선언이 의회에서 통과되었다. 세르브계 정치인들은 1991년 10월 21일 보스니아 헤르체고비나 세르브인 의회를 선포하며 세르브인들은 보스니아가 유고슬라비아 내에 남기를 원한다고 말했다. 알리야 이제트고비치가 이끄는 민주행동(SDA)은 독립을 결정하며 유럽과 미국의 지지를 받았다. 세르비아 민주당은 독립이 선언된다면 세르브계는 자결권을 행사해 보스니아에서 탈퇴할 것이라고 말했다.
보스니아 헤르체고비나의 크로아티아 민주연합은 크로아티아의 집권정당인 크로아티아 민주연합이 분당되어 창당된 정당이다. 당 차원에서 독립을 주장하는 동안 일부 당원들은 크로아트계 다수 지역의 분리를 주장하며 분열되었다. 1991년 11월 크로아트계 다수 지역에서 크로아티아 지도부가 수립되기 시작하였다. 1991년 11월 12일에는 보산스키브로드를 중심으로 보스니아포사비나 크로아티아인 공동체가 수립되었다. 이 공동체는 보스니아 북부 8개 행정구역을 포괄했다. 1991년 11월 18일에는 모스타르를 중심으로 헤르체그보스니아 크로아티아인 공동체가 수립되었다. 마테 보반이 대통령으로 선출되었다. 수립 당시 문서에서는 "공동체는 과거 혹은 어쨌거나 별개의 유고슬라비아로부터 독립한 하나의 국가인 보스니아 헤르체고비나로 존재하는 한 보스니아 헤르체고비나 공화국의 민주적으로 선출된 정부를 존중할 것이다"라고 쓰여 있었다.
보리사브 요비치의 회고록에 따르면 1991년 12월 5일 밀로셰비치는 보스니아 헤르체고비나 공화국 내 있는 유고 인민군 병력에게 만일 유고 인민군이 대중들에게 대외 점령군으로 인식된다면 즉시 재편성하여 비보스니아계 인원을 전부 철수시키고 세르브계 보스니아인들을 모아다가 세르브계 군대의 중추를 세우도록 명령하였다. 이 명령에 따라 12월 말까지 보스니아 헤르체고비나 내 유고 인민군 병력 중 공화국 외 지역 출신은 10-15%로 줄어들었다. 실버와 리틀은 밀로셰비치가 보스니아 출신 유고 인민군 병사들을 전부 비밀리에 보스니아 헤르체고비나 공화국 내로 재편시킨 점에 주목하였다. 요비치의 회고록에서는 밀로셰비치가 공격을 사전에 계획했다고 주장했다.
1992년 1월 9일 세르브계 보스니아인은 "보스니아 헤르체고비나 세르브인 공화국"(SR BiH, 이후 스릅스카 공화국이 됨)의 수립을 선포했으나 공식적으로 독립을 선포하진 않았다. 1992년 1월 11일 유고슬라비아 평화 회담 중재위원회는 보스니아 헤르체고비나에 대한 제4호 의견을 내놓으며 보스니아 헤르체고비나가 독립에 관한 국민투표를 열지 않았기 때문에 독립 선언을 인정할 수 없다고 말했다.
1992년 1월 25일에는 의회가 휴회한 지 한시간도 되지 않아 2월 29일과 3월 1일에 독립 투표를 열자는 안건이 제시되었다. 이 안건에 대한 토론은 의회 과반인 보스니아인-크로아트인 의원들이 국민투표 문제를 아직 설립되지 않은 국가평등위원회에 일임해 결정한다는 동의안을 부결시킨 후 세르브계 의원단이 전부 퇴장하면서 끝났다. 세르브계 의원들이 전부 퇴장한 상황에서 주민투표안은 무슬림계가 제시한 방향으로 통과되었다. 버르그와 쇼프는 이를 "주민투표 결정이 보스니아 정부와 세르브계를 서로 충돌하도록 만들었다"고 분석했다. 주민투표 문제는 2월 들어서 전 세계적인 우려로 비화되었다.
한편 크로아티아의 전쟁은 1992년 2월 21일 유엔 안전 보장 이사회 결의 제473호로 유엔보호군(UNPROFOR)을 파병하면서 휴전이 시작되었다.

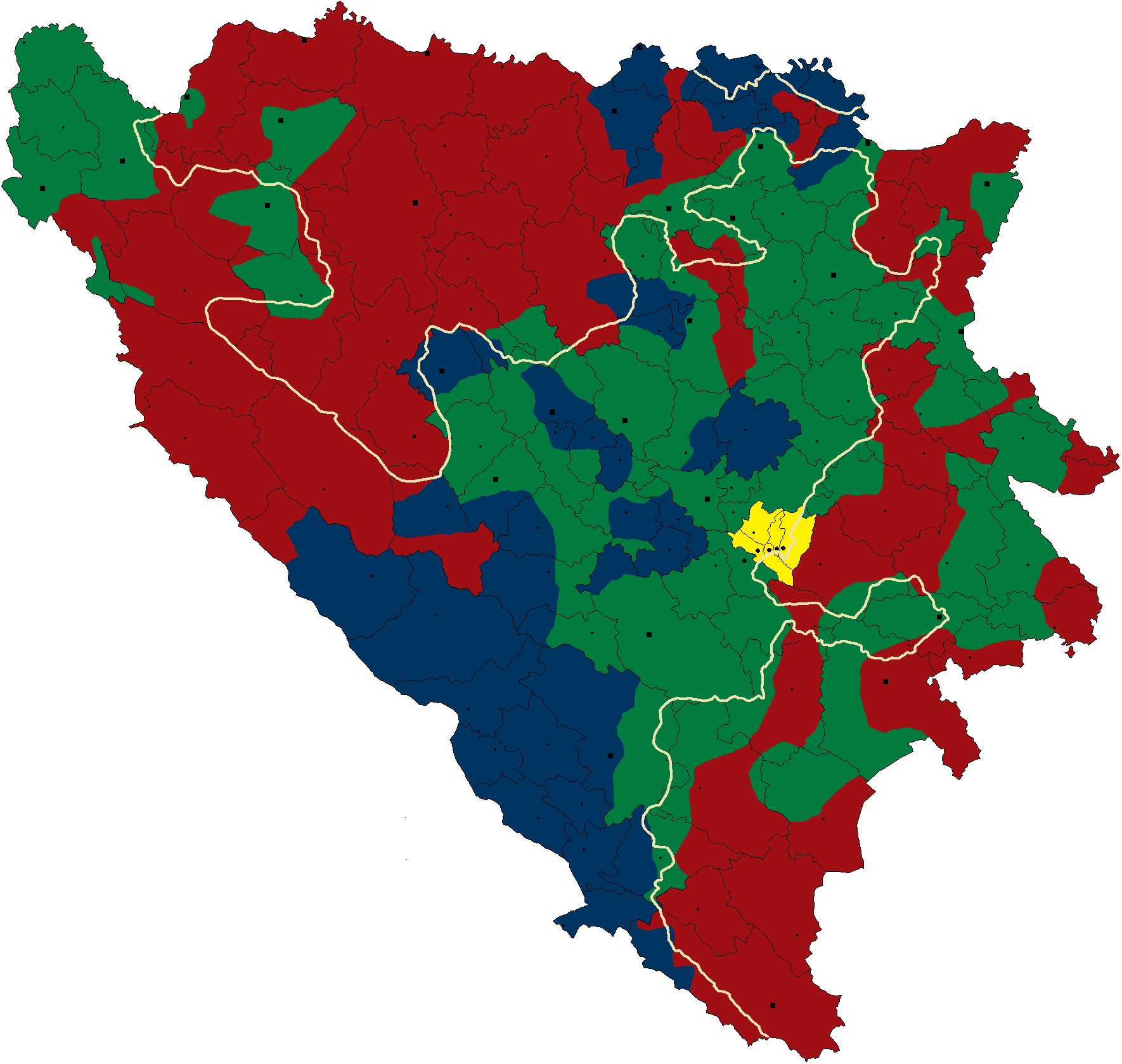
1992년 2월 제시된 평화안인 캐링턴-쿠틸레이루 계획. 세르비아주는 빨강, 보스니아주는 초록, 크로아티아주는 파랑으로 색칠되어 있다.

2월 21일부터 22일 사이 포르투갈 리스본에서 열린 회담에서는 EC 중재자인 조제 쿠틸레이루가 보스니아 독립국을 3개 구성국으로 분할하자는 평화안 제안이 제시되었다. 2월 25일 보스니아 정부는 이 분할안을 거부하며 비판하였다. 1992년 2월 28일, SR BiH의 헌법에서 공화국의 영토는 "세르비아 자치 지역과 구 및 제2차 세계 대전 당시 제노사이드로 세르브인이 소수 민족으로 남아 있는 지역을 포함한 보스니아 헤르체고비나 내에 있는 세르브인 거주 영토"라고 정의했으며 이는 유고슬라비아에 속해 있다고 선언했다.
세르브계 보스니아 의원들은 세르브인들에게 1992년 2월 29일과 3월 1일에 열리기로 한 국민투표를 보이콧해야 한다고 주장했다. 국민투표의 투표율은 63.7%로 집계되었으며 찬성 97%로 개표되었다. 이는 즉 보스니아 전체 인구의 34%를 차지하는 세르브계 보스니아인의 절대다수가 국민투표를 보이콧했다는 것을 의미한다. 세르브계 정치 지도부는 국민투표를 구실로 시위용 바리케이드를 설치했다. 1992년 3월 3일 보스니아 의회는 공식적으로 독립을 선포하였다.

### 1992년 3월 소요사태
3월 1일 열린 국민투표 당일에는 대부분 지역에서 조용했지만 사라예보의 세르브인 결혼식장에서 총격 사태가 발생하였다. 이 당시 크로아트계 보스니아인과 무슬림에게는 절대지지를 받았으나 대부분의 세르브계 보스니아인이 반대한 국민투표 당일 사라예보의 바슈차르시야에서 세르비아의 국기가 휘날렸는데 무슬림들에게는 도발로 여겨졌다. 이날 바슈차르시야에서 일어난 총격전으로 신랑측 아버지인 니콜라 가르도비치가 사망하고 세르비아 정교회 사제가 부상을 입었다. 목격자들은 살인범이 공산주의 붕괴 이후 범죄자로 활동했던 폭력단 단원이자 보스니아 내 보슈냐크인 계열 준군사조직이었던 그린베레의 일원인, "첼로"라는 가명으로도 알려진 라미즈 델랄리치라고 말했다. 델랄리치와 공범들에게는 체포 영장이 발부되었다. SDS에서는 살인 사건을 비난하며 살인범을 잡지 못한 것은 SDA나 보스니아 정부가 범인과 공모했기 때문이라고 주장했다. SDS 대변인은 세르브인이 치명적인 위험에 빠져 있으며 독립국 보스니아에서도 마찬가지일 것이라고 주장했지만, 애국연맹의 창립인 중 한 명인 세페르 할릴로비치는 이 사건이 결혼식이 아니라 도발이었으며 결혼식 하객들이 SDS 운동가들이라고 비난했다. 다음 날 새벽부터 시내 주요 번화가에 바리케이드가 설치되었으며 무장되고 복면을 쓴 SDS 지지자들이 곳곳에 배치되기 시작했다.
1993년 3월 3일 보스니아 헤르체고비나 정부가 유고슬라비아로부터 독립을 선언하자, 세르브인과 정부군 사이 산발적인 교전이 벌어지기 시작했다.
1992년 3월 18일에는 보스니아 내의 3개 세력의 대표인 보스니아인측 대표 알리야 이제트베고비치, 세르브인측 대표 라도반 카라지치, 크로아트인측 대표 마테 보반 모두 리스본 협정에 서명하였다. 하지만 1992년 3월 28일 이제트베고비치는 사라예보에서 당시 유고슬라비아 주재 미국 대사인 워런 지머만을 만난 후 협정 서명을 없었던 일로 한다고 발표하면서 보스니아 내 모든 인종간 분열을 반대하고 통합국가만을 추구한다고 말했다.
무슨 말을 했는지, 또한 누가 말했는지 아직도 불분명하다. 지머만은 이제트베고비치에게 협정 서명을 철회한다면 미국은 보스니아를 독립국으로 인정하겠다고 말했다는 사실을 부인하고 있다. 논쟁의 여지 없는 것은 같은 날 이제트베고비치가 협정 서명을 철회하고 합의안을 거부했다는 것이다.

3월 말에는 보산스키브로드 인근에서 세르브인, 크로아트인, 보스니아인 사이 교전이 발생하였고 이 결과 시예코바츠 인근 마을에서 세르브인 다수가 학살당했다. 세르브계 준군사조직은 1992년 4월 1일에서 2일 사이 비옐리나 학살을 일으켜 보스니아인 다수가 학살당했다.

## 세력
보스니아 전쟁에는 3개 세력이 참여하였다.
- 보스니아 헤르체고비나 공화국에 충성한 보슈냐크인
- 헤르체그보스니아 크로아티아인 공화국과 크로아티아에 충성한 크로아트인
- 유고슬라비아 연방공화국과 스릅스카 공화국에 충성한 세르브인(혹은 유고슬라브인)

세 개 민족은 각각의 민족 혹은 민족분파를 지원하는 세력에 가담하였다. 예를 들어 보스니아인은 ARBiH에, 크로아트인은 HVO에, 세르브인은 VRS에 주로 가담하였다. 각 세력 내에는 외국인 용병들도 있었다.

### 보스니아계

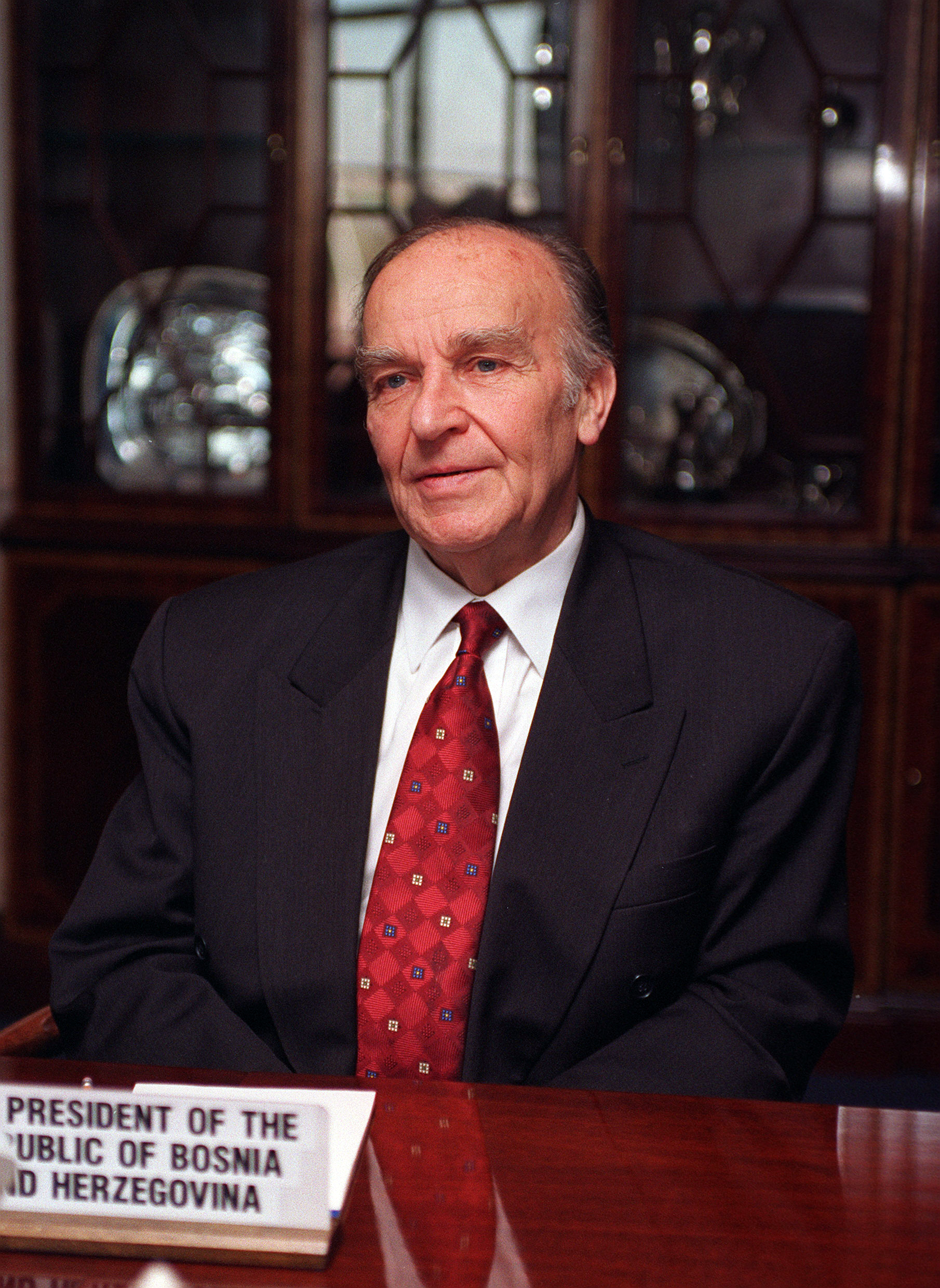
1997년 방미 당시 촬영한 일리야 이제트베고비치.

보스니아 헤르체고비나 공화국의 육군은 거의 대부분의 병사가 보스니아인인 보스니아 헤르체고비나 공화국군 (Armija Republike Bosne i Hercegovine, ARBiH) 하로 조직되었다. 보스니아 헤르체고비나 육군은 전국을 총 5개 군단 관할로 구분하였다. 제1군단은 사라예보와 고라주데 지역을, 다른 군단보다 강한 제5군단은 보산스카크라이나 서부 포위망 지역에 배치하여 비하치 주변에 있는 HVO 병력과 협력하였다. 보스니아 정부군은 장비가 부족했고 전쟁 준비가 거의 되어 있지 않았다.
보스니아 국토방위군의 참모총장인 세페르 할릴로비치는 1992년 6월 기준 자국군의 병사 민족분포가 무슬림 70%, 크로아트인 18%, 세르브인 12%라고 주장했다. 사라예보, 모스타르, 투즐라에서는 보스니아군 내 세르브인과 크로아트인의 비율이 더 높았다. 보스니아 육군 총사령부의 부사령관이었던 장군 요반 디뱌크는 보스니아군 내 세르브인 중 최고 계급이었다. 크로아트인인 스체판 시베르는 보스니아군 내 서열 3위인 제1차사령관을 맡았다. 이제트베고비치는 크로아티아 국방군(HOS)의 사령관인 대령 블라주 크랄레비치를 암살당하기 7일 전 친보스니아계 다민족 방어전선을 구축한다는 명목으로 보스니아 육군 사령관에 임명한 적도 있었다. 이런 민족 다양성은 전쟁이 진행될수록 점점 줄어들어갔다.
보스니아 정부는 무기 금수 조치를 해제하기 위해 노력했으나 영국, 프랑스, 러시아의 반대로 막혔다. 미국은 무기 금수 해제 조치를 이룩하기 위해 리프트 앤 스트라이크라는 정책안을 펼쳤다. 미국 의회는 금수 조치 해제를 요구하는 2개 결의안을 통과하였으나 빌 클린턴 당시 미국 대통령은 미국과 유럽권 국가들 사이 관계 유지를 위해 두 결의안에 전부 거부권을 행사하였다. 그럼에도 미국은 C-130 수송기나 '뒷거래'를 이용하여 보스니아 내 다양한 무슬림 군사단체에게 무기를 지원하는 흑색작전을 펼치거나 이란이 제공한 무기를 크로아티아를 통해 보스니아로 이송하도록 도와주는 등 다양한 방법으로 보스니아를 원조하였다. 하지만 영국과 노르웨이가 "투즐라를 향한 기밀비행"에 협력하는 미국(과 터키도 동참한 것으로 추정)에게 무기 암거래에 난색을 표하고 NATO의 무기 금수 조치 시행에 대한 역효과에 우려를 표하는 등 NATO 내에서 미약하게나마 광범위하게 보스니아 무기 지원을 반대하는 목소리가 있었다.
파키스탄 정보부(ISI)도 1992년에서 1995년 사이 보스니아 내에서 활발히 첩보를 수행하면서 세르비아군에게 대항해 싸우는 무슬림 전사들에게 탄약, 소총, 유도 대전차 미사일을 비밀리에 지원하기도 하였다. 파키스탄은 UN의 보스니아 무슬림에 대한 무기 금수 조치를 무시하였고, 나중에 파키스탄의 자베드 나시르 장군은 정보부가 보스니아에 대전차 유도 미사일을 지원해 보스니아 이슬람교도에게 전세를 유리하게 만들어 세르비아군이 포위망을 풀도록 유도하는 작전을 시도했다고 말했다.
역사학자이자 작가이며, 빌 클린턴 전 대통령과 친구였던 테일러 브랜치는 자신의 저서인 "The Clinton Tapes: Wrestling History with the President"에서 1993년에서 2001년 사이 클린턴 대통령 재임 기간 70개의 녹음 테이프의 녹취록을 공개하였다. 1993년 10월 14일 녹음본의 녹취록과 브랜치의 요약본은 아래와 같다.
클린턴은 유럽의 미 동맹국들이 금수 조치를 해제하거나 조정하자는 제안을 아에 반대했다고 말했다. 그들은 더 많은 무기가 유혈사태를 부채질 할 것이라고 말하며 그럴듯한 인도주의적 근거를 가지고 자신들의 반대를 정당화했지만, 대통령은 개인적인 견해라며 주요 동맹국들이 유럽의 유일한 이슬람 국가로 보스니아가 독립하는 것이 "적절하지 않다"고 보고 있다고 말했다. 그들은 정확히 금수 조치에 참성하고 있다. 이 조치는 보스니아에게 불리하기 때문이다. [..] 내가 제2차 세계 대전 당시 유럽의 유대인들의 곤경을 무시하는 외교를 연상시키는 냉소주의에 충격받았다고 말하자 클린턴 대통령은 어깨를 으쓱하기만 했다. 그는 프랑스의 프랑수아 미테랑 대통령이 특히 퉁명스럽게 보스니아는 포함하지 않는 것이며, 영국 관료들도 고통스럽게 현실적인 기독교 유럽의 복구에 대해 말했다고 전했다. 그는 영국이나 프랑스와 달리 독일의 헬무트 콜 총리가 유엔의 무기 금수 조치를 재고하라는 움직임에 지지했으나 독일이 유엔 안전보장이사회에 참여하지 못해 사실상 실패했다고 밝혔다.— 테일러 브랜치, The Clinton Tapes: Wrestling History with the President

### 크로아트계
크로아트인들은 1991년 말부터 군대를 조직하기 시작했다. 1992년 4월 8일에는 "헤르체그보스니아의 크로아티아인 방위 총집단"인 크로아티아 국방위원회(HVO)가 수립되었다. 크로아티아 국방위원회는 모스타르, 토미슬라브그라드, 비테즈, 오라셰에 본부를 두고 총 4개 작전구역으로 나눠서 지휘하였다. 1993년 2월 기준 국방위원회 사령부는 휘하 병력을 장교와 사병 총 34,080명으로 추산했다. 국방위원회에는 T-34, T-55 등 주력전차 50대와 포 500문 가량을 가지고 있었다.
전쟁 초기 크로아티아 정부는 크로아트계와 보스니아계 양쪽의 군사 세력 무장을 지원하였다. 자그레브와 리예카에 보스니아 헤르체고비나 공화국군 병사 모병을 위해 병참 중심지를 세웠다. 나중에 공식적으로 크로아티아 육군(HV)으로 개칭되는 구 크로아티아 국가방위군(ZNG)는 보스니아 포사비나, 헤르체고비나, 서보스니아에서 세르브계 군대와 교전하였다. 크로아티아-보스니아 전쟁이 발발하자 크로아티아 정부는 크로아티아 국방위원회에 무기를 보급했으며 보스니아 헤르체고비나에서 자원병 부대를 모집하여 국방위원회 소속으로 지원보냈다.
크로아티아 우익당(HSP) 산하 준군사조직인 크로아티아 국방군(HOS)은 국방위원회, 보스니아 공화국군과 함께 세르비아군과 교전하였다. 국방군은 지휘관인 블라주 크랄레비치이 사망한 직후 해체되었고 잔존 병력은 국방위원회나 보스니아 공화국군 산하로 편입되었다.

### 세르브계
스릅스카 공화국군(세르비아어: Vojska Republike Srpske, VRS)은 1992년 5월 12일 창설되었다. 유고슬라비아 연방과의 통일을 추구한 세르브인 독립국인 스릅스카 공화국에 충성했다.
세르비아는 스릅스카 공화국군에게 보급 지원, 자금, 물자를 제공하는 등 다양한 방면으로 지원하였다. 보스니아 내 세르브인은 유고 인민군 장교단의 상당 부분을 차지하고 있었다. 밀로셰비치는 전쟁에서 승리하기 위해 이런 세르브계 보스니아인에 의존했다. 지휘체계, 무기, 장군 라트코 믈라디치 같은 고위 장군들 대부분도 유고슬라비아 인민군에서 넘어왔다.

### 준군사와 자원군
보스니아 전쟁 기간 다양한 준군사 단체가 활동하였다. 세르브계는 흰 독수리 (Beli Orlovi)와 세르비아 의용방위군 (Srpska Dobrovoljačka Garda), 이른바 "아르칸의 호랑이" 부대가 있었다. 보스니아계는 애국연맹 (Patriotska Liga)과 그린베레 (Zelene Beretke)가, 크로아트계에는 크로아티아 국방군 (Hrvatske Obrambene Snage) 등이 있었다. 세르브계와 크로아트계 준군사는 각각 세르브인과 크로아트인 자원군이 가담했으며, 각 국가의 민족주의 정당의 지원을 받았다.
본 전쟁은 다양한 국가에서 온 외국인 자원군과 용병이 가담했다. 자원군은 민족적, 종교적 이유에 때로는 돈을 위해 가담하기도 하였다. 통상 이슬람 국가에서 보스니아계, 동방 정교회 국가에서 세르브계, 가톨릭 국가에서 크로아트계를 지원하였다. 외국 전투원 존재 자체는 기록이 많으나 어느 민족 집단에서도 외국 자원군이 총 병력의 5%를 넘은 적은 없었다.
세르브계 보스니아인은 동방정교회를 믿는 기타 국가 자원군을 포함한 동유럽 여러 지역 기독교인 슬라브족 자원군을 받았다. 대외 자원군에는 러시아인 수백명, 그리스인 100여명, 우크라이나인과 루마니아인 일부가 있었다. 일부 문헌에서는 총 1,000여명에 달하는 자원군이 있었다고 추정한다. 그리스인 의용군인 그리스인 의용방위군은 스레브레니차 학살에 가담하기도 했으며, 세르브인이 함락한 스레브레니차 마을에 그리스 국기를 계양하기도 했다.
유럽 기타 국가에 살던 외국인도 크로아트인 측으로 자원군에 지원하기도 하였는데, 개중에서는 스웨덴에 귀국하자 전쟁범죄로 기소된 야키에 아르클뢰브같은 네오나치도 있었다. 나중에 아르클뢰브는 크로아트계 자원군에서 활동하면서 헬리오드롬과 드레텔 수용소에서 보스니아 무슬림계에 전쟁 범죄를 했다고 밝혔다.
보스니아는 여러 무슬림계 지원을 받았다. 파키스탄은 보스니아에 여러 군사적, 경제적 지원을 보냈다. 파키스탄 정보부(ISI)는 보스니아 전쟁이 시작된 1992년부터 1995년까지 군사 정보 활동을 하며 보스니아를 지원하였다. 파키스탄군 중장인 자베드 나시르가 시행하고 감독한 이 정보 프로젝트에서 전쟁 기간 보스니아 무자헤딘 계열 다양한 단체를 지원하였다. 영국 역사학자인 마크 커티스는 ISI 보스니아 파견대가 사우디아라비아의 재정 지원으로 조직되었다고 주장했다.
워싱턴 포스트에 따르면, 사우디아라비아가 암묵적인 미국 협조로 보스니아 정부군에 약 3억 달러 어치 무기를 지원했다고 했지만, 미국은 이를 부인하였다. 그 외에도 레바논 게릴라 조직인 헤즈볼라와 알카에다 같은 여러 무슬림 조직이나 해외 무슬림교도가 보스니아 이슬람 계열 자원군에 자원하였다.

## 전조
크로아티아 독립 전쟁이 진행되면서 보스니아로 무기가 쏟아졌다. 유고 인민군은 세르브계 보스니아인을 무장하였고, 크로아티아군은 헤르체고비나의 크로아트인을 무장하였다. 무슬림계 자원군 조직인 그린베레와 애국연맹은 1991년 가을 경 수립되었으며 1992년 2월에는 방어 계획을 수립하였다. 보스니아인 25만명에서 30만명이 무장했던 것으로 추정되며 크로아티아에서 1만여명의 전투원이 유입되었다. 1992년 3월까지 크로아트계와 세르브계가 보스니아의 영토 3/4를 차지하였다. 1992년 4월 4일 이제트베고비치 대통령은 사라예보 내 모든 예비군과 경찰에 동원령을 발령했으며, 스릅스카 공화국은 "보스니아 정부와 세르브계 사이 확실한 분열"을 보여주며 도시 내 세르브인들에게 전면 대피를 요구하였다. 1992년 4월 6일 보스니아 헤르체고비나의 독립이 국제적으로 인정받았다. 많은 연구자들은 이 날을 보스니아 전쟁이 시작된 날로 보고 있다.

## 전개

### 1992년

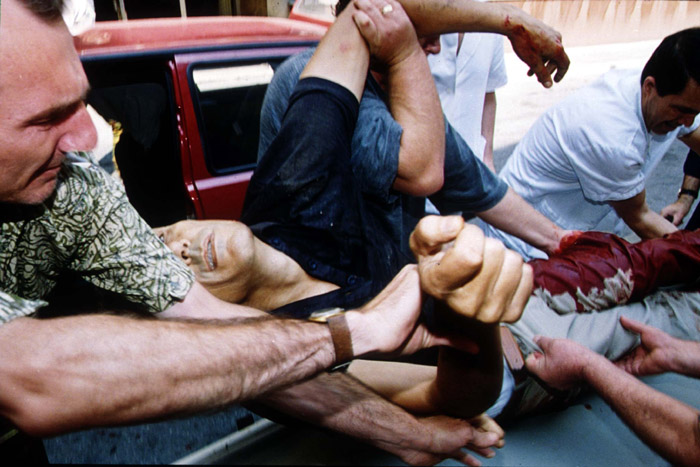
1992년, 사라예보의 병원으로 후송된 박격포 공격의 희생자.

세르브계 보스니아인 정치 지도자인 라도반 카라지치는 "우리에게 있어 최상은 대세르비아고, 차선은 유고슬라비아 연방이다"라고 말했다. 보스니아 전쟁은 4월 들어 심각해졌다. 4월 3일 유고슬라비아 인민군과 HV-HVO 연합군 사이 쿠프레스 전투가 일어나 유고 인민군이 승리하였다. 4월 6일 세르비아군은 사라예보를 포격하기 시작하고, 이틀 뒤에는 세르비아 본토에서 드리나강을 도하해 무슬림 다수 마을인 즈보르니크, 비셰그라드, 포차를 포위했다. 4월에 함락된 포차 지역에서는 세르비아군이 보스니아인 2,700명 이상을 학살하는 포차 인종청소 사건이 발생했다. 4월 중순에는 보스니아 전 국토가 전쟁에 휩싸였다. 4월 23일 유고 인민군은 3월 4일부터 봉쇄되었던 차플리나의 병영에서 헬리콥터를 통해 병력을 철수하였다. 폭력 행위를 막으러는 여러 시도가 있었다. 4월 27일 보스니아 정부는 유고 인민군을 문민 통제 하에 두거나 축출하라고 명령하였고 5월 초에는 두 진영 사이 일련의 충돌이 발생하였다. 4월 30일에는 세르비아군에게 프리예도르가 함락되었고 세르비아군은 프리예도르에 거주하던 보스니아인과 크로아트인 3천명을 학살하였다. 5월 2일에는 그린베레와 지역 갱단이 사라예보를 두갈래 내어 포위하러는 세르비아군의 무질서한 공격을 막아냈다. 5월 3일에는 이제트베고비치가 사라예보 공항에서 유고 인민군 장교에게 납치되어 사라예보 시내의 유고 인민군의 안전한 철수 통로를 확보하는 데 사용하였다. 하지만 보스니아군은 유고 인민군 대열을 공격하여 폭력 사태가 일어났다. 5월 18일 유고 인민군의 철수에 관한 휴전 협정이 체결되었고 5월 30일에는 보스니아 대통령이 유고 인민군은 점령군이라고 선포하였다.
새롭게 수립된 스릅스카 공화국군의 총지휘관에 라트코 믈라디치가 올라서면서 전쟁은 새로운 국면으로 접어들었다. 5월 24일, 26일, 28일, 29일 사라예보에서 일어난 포격 사태를 유엔 사무총장 부트로스 부트로스갈리는 믈라디치가 했다고 주장하였다. 5월 27일 일어난 도심 포격 사태는 서방의 개입을 불러일으켜 5월 30일 유엔 안전 보장 이사회 결의 제757호로 세르비아에 대한 제재가 시작되었다. 같은 날 보스니아군인 도시 내 유고 인민군 막사를 공격하면서 격렬한 포격적으로 이어졌다. 6월 5일에서 6일 사이에는 격렬한 시가전과 포격이 계속되는 가운데 마지막 유고 인민군 병력이 사라예보에서 철수하였다. 6월 20일에는 유엔이 인도주의적 비행을 위해 사라예보 국제공항을 점령하기 위하여 휴전을 시행했으나 양측 모두 도시에서 공항으로 이어지는 영토를 차지하기 위해 전투를 벌이면서 휴전이 깨졌다. 공항 위기는 6월 26일 유엔 사무총장 부트로스갈리가 세르비아군은 더 이상의 도시 공격을 중단하고, 유엔이 공항 통제권을 가지도록 허용하며 유엔 감시 하에 중화기를 배치하겠다는 최후통첩으로 이어졌다. 한편 언론에서는 부시 대통령이 보스니아의 무력 사용을 고려하고 있다고 보도하였다. 사라예보 내에서 저격수의 저격과 포격이 보도되자 전 세계적으로 "세르비아에 대한 결정적이면서 영구적인 반대" 여론이 형성되었다.

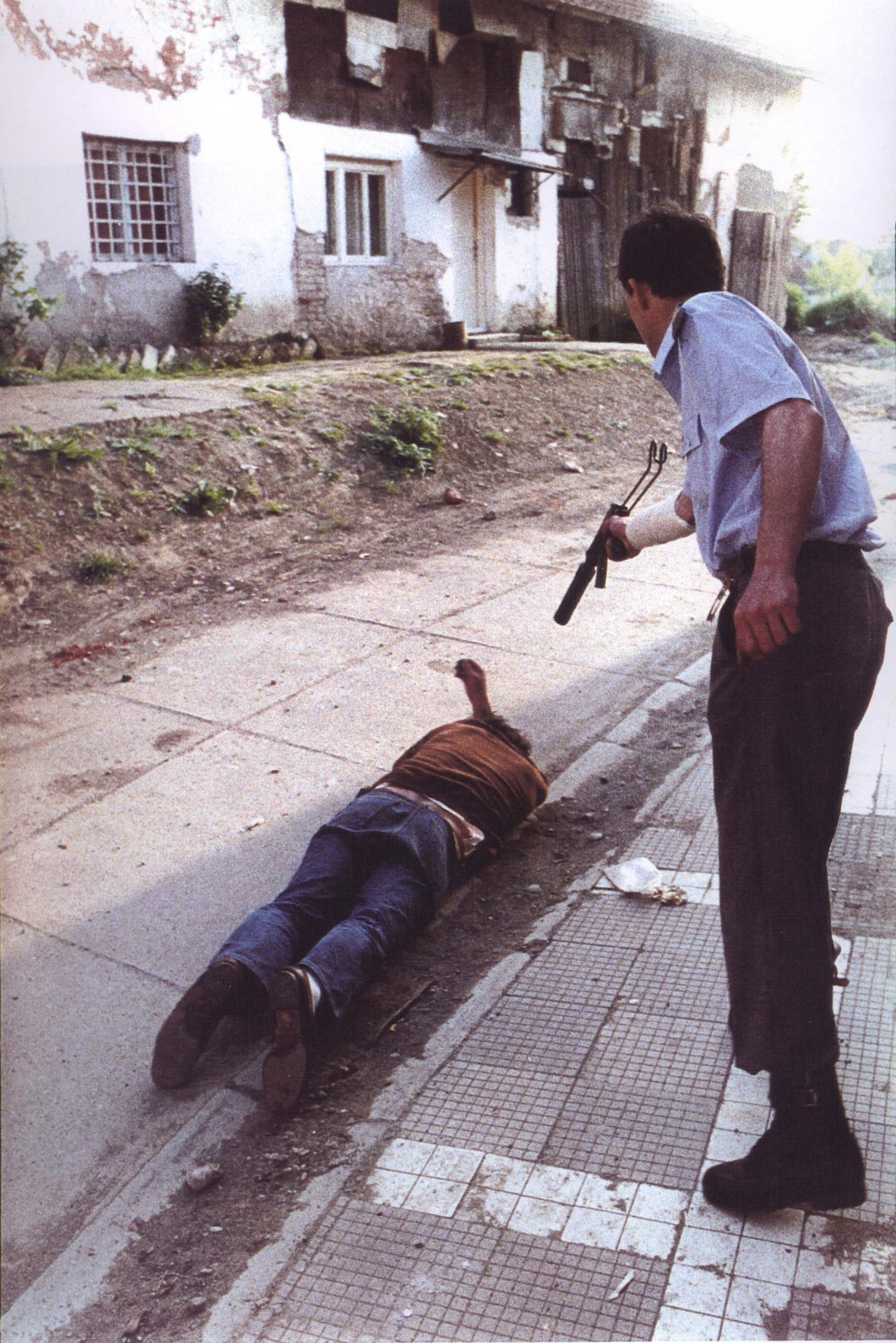
1992년, 보스니아 북부 브르치코에서 고란 옐리시치가 보스니아 무슬림 민간인을 학살하는 모습.

사라예보 밖에서는 1992년 여러 전투원의 작전이 성공하였다. 세르브계는 드리나강과 사바강 연안의 무슬림 다수 거주 도시를 점령하고 뒤이어 그곳에 살고 있던 무슬림을 추방하기 시작했다. 5월에는 보스니아와 HVO 연합군이 유고 인민군의 철수로 인한 혼란을 틈탄 공세로 세르비아군을 포사비나와 중앙보스니아로 몰아냈다. 남쪽으로 공세를 계속하여 세르비아군이 비세르브인 500명 이상을 학살하던 도보이를 포위하였고 보산스카크라이나의 세르비아군이 셈베리야와 세르비아 본토와 차단되었다. 5월 중순에는 나세르 오리치가 이끄는 보스니아군이 스레브레니차를 탈환하였다. 세르비아군은 세르비아 정부 측 기록으로 아브도 팔리치의 부대가 스레브레니차 부근에서 매복 기습을 당해 400명이 사망하는 등 5월에 동부 보스니아에서 대패하였다. 5월에서 8월까지는 스릅스카 공화국군이 고라주데를 포위하여 보스니아군이 밀어낼 때까지 포위당했다. 1992년 4월에는 크로아티아 국방위원회(HVO) 군이 오라셰에 입성하여 세르브계 민간인에게 고문, 강간, 살인 등 집단보복을 하는 사태가 벌어졌다.
1992년 5월 15일에는 유고 인민군이 투즐라에서 매복 공격을 당했다. 유고 인민군 제92 차량화 연대(투즐라의 "후신스카 부나" 병영에 주둔)는 투즐라와 보스니아 헤르체고비나에서 철수하여 세르비아 본토로 복귀하라는 명령을 받았다. 보스니아 정부와 유고 인민군은 5월 19일까지 보스니아에서 평화적으로 군대를 철수하겠다고 합의하였다. 이 합의에도 불구하고 투즐라의 브르찬스카 지역에서 유고 인민군 대열이 소총과 로켓포 공격을 받았으며, 행군 경로에도 다수의 지뢰가 살포되었다. 이 공격으로 유고 인민군 병사 52명이 사망하고 40명이 부상을 입었다.
1992년 5월 22일에는 보스니아 헤르체고비나 공화국이 유엔에 회원국으로 가입하였다.

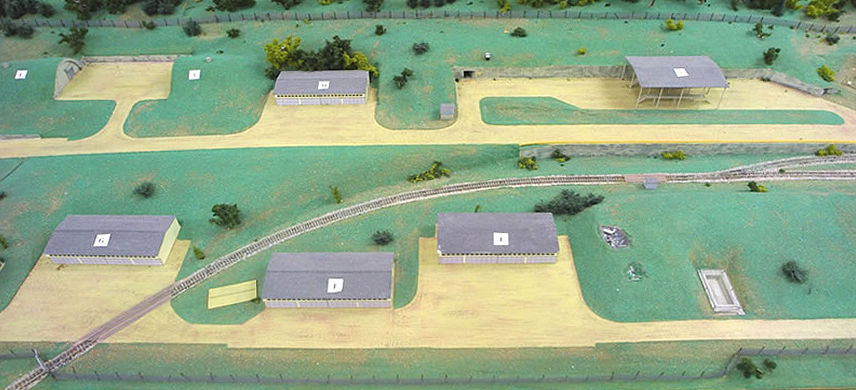
코니츠 인근 첼레비치 수용소의 모형. 무치치 등 재판에서 증거로 사용되었다.

1992년 5월부터 12월까지 보스니아 내무부(BiH MUP), 크로아티아 국방위원회(HVO)와 나중에 보스니아 헤르체고비나 공화국 영토방위군(TO RBiH)이 첼레비치 수용소를 운영하였다. 첼레비치 수용소에는 1992년 5월 사라예보와 모스타르로 가는 길목을 봉쇄하기 위한 군사 작전 중 포로가 된 700명의 세르브계 보스니아인이 구금되었다. 700명의 포로 중 13명이 포로 생활 도중 사망하였다. 수용소에 수감된 포로들은 고문, 성폭행, 구타 및 기타 잔인하고 비인도적인 대우를 받았다. 포로 사망자 중에는 총에 맞거나 구타당에 사망한 경우도 있었다.
1992년 5월 6일 마테 보반은 오스트리아의 그라츠에서 라도반 카라지치를 만나 휴전 협정을 체결하였고 보스니아 헤르체고비나의 크로아트계와 세르브계 영토 내 부대의 각 경계에 대해 논의하였다. 하지만 휴전 협정은 다음날 유고 인민군과 세르브계 보스니아군이 모스타르에 있는 크로아트계 군사의 요새를 공격하면서 파기되었다.
1992년 6월까지 보스니아의 난민 및 국내 실향민이 260만명에 달했다. 1992년 9월까지 크로아티아는 보스니아 헤르체고비나에서 넘어 온 335,985명의 난민을 수용했다. 많은 난민이 단기간에 쏟아지면서 크로아티아의 경제와 사회기반시설에 큰 부담을 주었다. 당시 크로아티아 주재 미국 대사였던 피터 갤브레이스는 1993년 11월 8일 인터뷰에서 크로아티아 내 무슬림 난민의 수를 적절하게 비유하러 했다. 갤브레이스는 당시 인터뷰에서 난민 수용 상황을 미국이 3천만명에 달하는 난민을 한꺼번에 수용한 상태와 같다고 말했다. 당시 크로아티아 내 보스니아 난민의 수는 588,000명으로 보스니아 헤르체고비나 내의 국내 실향민 수보다 더 많았다. 세르비아는 보스니아에서 넘어온 난민 252,130명을 받아들였고, 기타 유고슬라비아 공화국은 148,657명의 난민을 받아들였다.

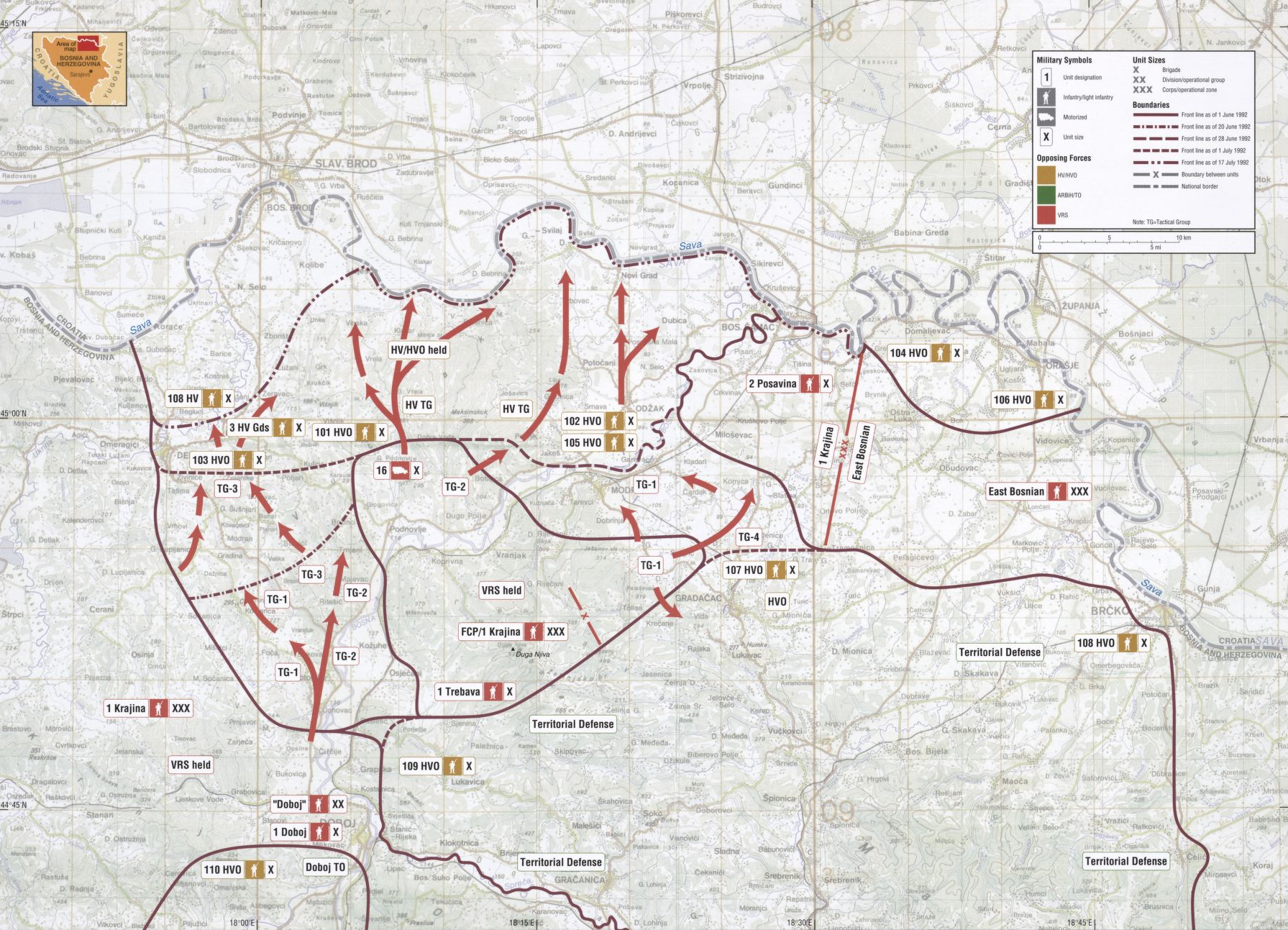
스릅스카군과 크로아티아계 군사가 서로 충돌한 회랑 '92 작전의 지도.

1992년 6월 세르브계 보스니아군은 베오그라드-바냐루카-크닌을 잇는 도로를 확보하기 위해 보스니아 북부에 있는 크로아티아군과 크로아티아 국방위원회 군사를 공격하는 회랑 '92 작전을 시작하였다. 당시 작전으로 바냐루카 병원에서 신생아 집중치료실의 산소 탱크 부족으로 12명의 신생아가 사망했다는 보고가 들어오기도 했지만, 사망 사태에 대해서는 이견도 등장하였다. 당시 유고슬라비아의 대통령직 세르비아 대표이자 세르비아의 고위 관료였던 보리사브 요비치는 이 보고가 단지 전시 프로파간다일 뿐이며, 바냐루카에서는 인근에 즉시 가져올 수 있는 산소 탱크 생산 설비가 두 곳이나 있었고 산소 공급은 원활했다고 주장했다. 회랑 '92 작전은 1992년 6월 14일 스릅스카 공화국군의 제16크라이나기계화여단이 도보이 인군 스릅스카군 전차중대의 지원을 받으며 데르벤타를 공격하면서 시작했다. 스릅스카는 6월 28일 모드리차를, 7월 4-5일 데르벤타를, 7월 12일에 오자크를 점령했다. 크로아트계 군사들은 브로드와 오라셰 인근 고립된 지역으로 완전히 축소되어 8월에서 9월까지 두 도시에서 세르브계 군사의 공세를 버터냈다. 스릅스카군은 10월 초 크로아트계 군사 방어선을 돌파하여 브로드를 점령하였다. 잔존한 크로아트계 군사 대부분은 크로아티아 북부로 후퇴하였다. 크로아트계 군사는 포위된 오라셰 지역은 계속해서 지켜냈으며 11월 공세에서도 버터냈다.
1992년 6월 21일, 보스니아군이 스레브레니차 인근 세르브계 마을인 라트코비치를 장악했다. 이 과정에서 세르브계 민간인 24명이 살해당했다.
1992년 6월에는 유엔보호군(UNPROFOR)이 작전영역을 크로아티아에서 보스니아 헤르체고비나 영역으로 확대되어 사라예보 국제공항을 보호하기 위해 사라예보로 파견되었다. 9월에는 유엔보호군이 인도적 보호 활동을 확대하였으며 보스니아 헤르체고비나 지역의 구호물자 전달을 지원하였고 국제 적십자 위원회가 요구할 때 민간인 난민을 보호하는 역할도 수행하였다.
1992년 8월 4일에는 보스니아 공화국군의 제14기사차량화여단은 사라예보를 둘러싼 포위망을 돌파하러 시도했으며 흐라스니차 교외 지역의 파괴된 FAMOS 공장 인근에서 보스니아 공화국군과 스릅스카군 사이 치열한 전투가 벌어졌다. 스릅스카군이 공격을 막아냈긴 했지만 반격 작전에서는 스릅스카군이 흐라스니차를 점령하는 데 실패했다.
8월 12일에는 보스니아 헤르체고비나의 세르브계 공화국이 이름을 정식으로 '스릅스카 공화국'(RS)로 개칭하였다. 1992년 11월까진 동부 보스니아에서 대략 1,000 km2 면적을 보스니아 헤르체고비나 공화국이 장악하고 있었다.

#### 1992년 말 크로아트계-보스니아계 관계
크로아트계와 보스니아계의 동맹은 전쟁 초기에 수립되었지만 완전히 조화롭지는 못했다. 두 개의 병렬적인 명령 구조가 존재함에 따라 스릅스카군에 맞서 두 세력의 군사를 조정하는데 문제가 발생했다. 4월 중순에는 크로아티아 국방위원회와 영토방위군의 합동군사사령부를 수립하러 시도했으나 실패했다. 1992년 7월 21일 크로아티아의 투지만 대통령과 보스니아 헤르체고비나의 이제트베고비치 대통령이 친교 및 협력 조약에 서명해 두 군사간의 군사 협력을 약속하였다. 8월 6일에 열린 회담에서 보스니아의 대통령직은 크로아티아 국방위원회를 보스니아군 산하로 편성하는데 동의하였다.
이런 우호적 손길에도 불구하고 1992년 하반기 내내 양 세력간 갈등이 꾸준히 증가하였다. 5월 초에는 부소바차에서 두 세력간 무력 충돌이 발생하였고 6월 13일에도 또 다른 분쟁이 일어났다. 6월 19일에는 노비트라브니크에서 보스니아 영토방위군과 크로아티아군-크로아티아 국방위원회 사이 충돌이 발생했다. 7월에는 코니츠에서도 분쟁이 발생하였고, 8월에는 키셀랴크와 사라예보 인근 크로아트인 마을인 스투프에서도 분쟁 사건이 발생했다. 9월 14일에는 보스니아 헤르체고비나 헌법재판소가 크로아트계의 자칭 헤르체그보스니아 수립 주장이 위헌이라고 판결하였다.
10월 18일에는 노비트라브니크 인근 주유소를 둘러싼 도시 중심가의 무력 충돌로 번졌다. 10월 20일에는 노비트라브니크 인근에서 크로아티아 국방위원회의 사령관인 이비차 스토야크가 살해당하면서 상황이 더욱 악화되었다. 같은 날엔 라슈바 계곡으로 향하는 주요 도로에 설치된 보스니아 공화국군의 도로 봉쇄 지점에서 전투가 확대되었다. 급작스러운 분쟁이 지역 전역으로 확대되어 10월 21일 유엔보호군이 양 측의 휴전 협상을 주선하여 휴전이 이뤄질때까지 50명 가까이의 사상자가 발생했다. 10월 23일에는 북부 헤르체고비나에 있는 프로조르에서 보스니아 공화국군과 크로아티아 국방위원회 사이 전투가 발발하여 크로아티아계 군사가 승리하였다.
10월 29일에는 브르바스 '92 작전으로 스릅스카 공화국군이 야이체 마을을 점령했다. 야이체에는 보스니아 공화국군과 크로아티아 국방위원회 양 측의 군사가 방어를 맡고 있었지만 두 부대 사이 협동이 거의 없었고 여기에 스릅스카 공화국군이 병력과 화력의 우세를 활용하여 마을을 함락시켰다. 야이체에 있던 크로아트인 난민은 헤르체고비나와 크로아티아로 흩어졌고, 2만 명에 달하는 보스니아인 난민은 노비트라브니크, 트라브니크, 비테즈, 부소바차, 제니차 인근 마을로 도망쳤다. 10월 들어 양 측이 대립하기 시작하고 또한 야이체 마을의 함락 책임이 상대방 측에 있다고 서로 비난하긴 했지만 대규모 군사 충돌로 이어지진 않았고 통상적인 군사동맹은 계속 유지되었다. 1992년 11월 1일에는 투지만과 이제트베고비치가 자그레브에서 만나 크로아티아군과 보스니아군의 합동사령부를 창설하기로 합의하였다.

### 1993년

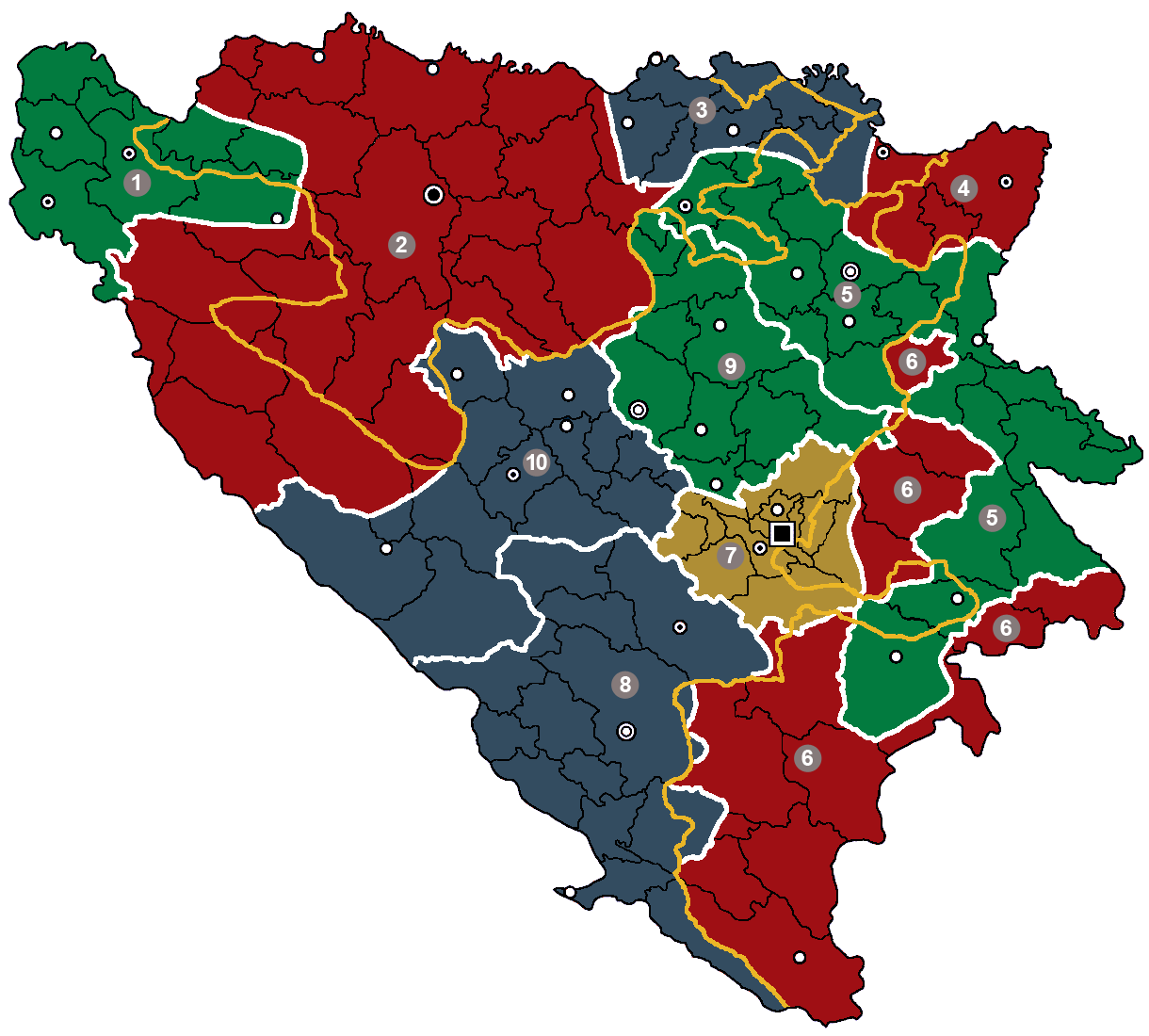
벤스-오웬 평화안의 최초 초안의 모습. 보스니아 헤르체고비나 전역을 10개 주로 쪼개서 민족구성에 따라 분할하였다.
보슈냐크인 주
크로아트계 주
세르브계 주
사라예보 구
현재의 행정구역 경계

정교회에서 크리스마스인 1993년 1월 7일, 나세르 오리치가 지휘하는 보스니아 헤르체고비나 공화국군의 스레브레니차 제8작전부대가 브라투나츠 인근 크라비차를 공격하였다. 공격 과정에서 군인 35명과 민간인 11명 등 세르브인 46명이 사망하였다. 휴일에 이루어진 이 공격은 세르브인의 허를 찌르기 위해 의도적으로 감행된 기습 작전이라고 밝혔다. 보스니아군은 (군사의 주둔이 허용되지 않는) 스레브레니차 안전지대를 이용하여 크라비차를 포함한 세르브계 마을을 공격하였고 스릅스카군이 공격하기 전 다시 안전지대로 후퇴하였다. 보스니아 전쟁 기간 전체로는 브라투나츠에서 세브르계 민간인 117명, 군인 424명이 사망하였다. 스릅스카 공화국은 보스니아 공화국군이 세르브인 가옥을 불태우고 민간인을 학살했다고 주장했다. 하지만 이 주장은 ICTY 전범 재판에서 독립적으로 교차검증할 수 없었고 ICTY에서는 보스니아군의 공격 이전에 이미 대다수의 가옥이 파괴되어 있었으며 세르비아군의 대규모 스레브레니차 포위전으로 스레브레니차 내 대부분의 시민이 포위 상태에 기아에 처해 있어 보스니아인이 포위망을 뚫기 위해 인근 세르브인 마을을 공격한 것이라고 결론내렸다. 2006년에는 오리치가 구유고슬라비아 국제형사재판소(ICTY) 1심 재판에서 세르브인 살해를 막지 못한 죄로 유죄 판결을 받았으나, 항소심에서 모든혐의에 대해 무죄 판결을 받았다.
1993년 1월 8일에는 세르비아군이 보스니아 헤르체고비나 공화국의 부총리였던 하키야 투라일리치를 공항에서 데려가는 UN 호송대를 막고서 살해하였다.
1월 16일에는 보스니아 공화국군이 스레브레니차 인근 스켈라니 마을을 공격하였다. 이 공격으로 40-65명이 사망하였고 165명이 부상을 입었다. 세르비아 측은 어린이 2명이 사망했다고 주장했다.
유엔, 미국, 유럽 공동체(EC) 등은 여러 평화안을 제안했지만 전쟁에 큰 영향을 주지 못했다. 당시 제안되었던 평화 회담안 중에는 1993년 1월 제안된 벤스-오언 평화안도 있다. 이 계획은 유엔 특별대사인 사이러스 밴스와 유럽 공동체 대표 데이비드 오언이 세웠다. 벤스-오웬 계획은 보스니아 헤르체고비나 전체를 10개 자치주로 구성된 분권화된 국가로 구상하였다.
1993년 2월 22일에는 유엔 안전 보장 이사회에서 이사회 결의 제808호로 "국제인도법 위반에 책임이 있는 모든 사람들을 기소하기 위한 국제재판소를 수립해야 한다"는 안건이 통과되었다. 5월 15일에서 16일 사이 열린 벤스-오웬 평화안에 대한 국민투표에서 96.79%가 반대로 부결되었다. 일부 세력은 벤스-오웬 평화안이 보스니아 중부에서 보스니아와 크로아티아 사이 분쟁을 격화시킨 원인으로 보고 있다.
1993년 5월 25일 유엔 안전 보장 이사회에서 이사회 결의 제827호가 통과되어 구유고슬라비아 국제형사재판소(ICTY)가 정식으로 설치되었다. 그 이전인 3월 31일에는 유엔 안전 보장 이사회 결의 제816호를 통해 유엔 회원국들에게 보스니아 헤르체고비나 상공을 비행금지구역으로 지정할 것을 촉구하였다. 1993년 4월 12일 나토는 디나이 플라이트 작전을 통해 비행금지구역 유지 작전을 시행하였다.

#### 크로아티아-보스니아 전쟁의 발발

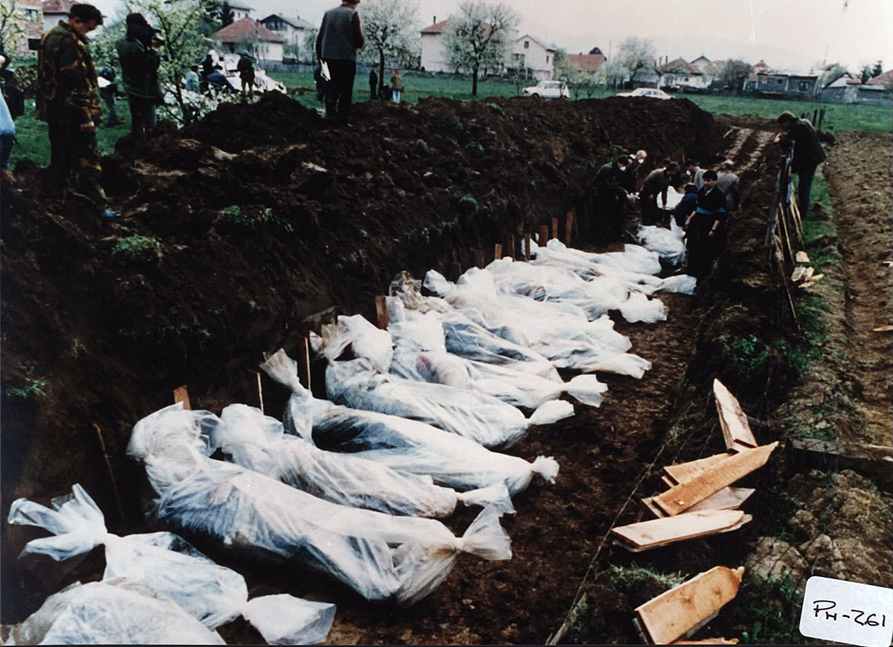
1993년 4월, 비테즈 인근 공터에서 학살당한 사람들의 시신.

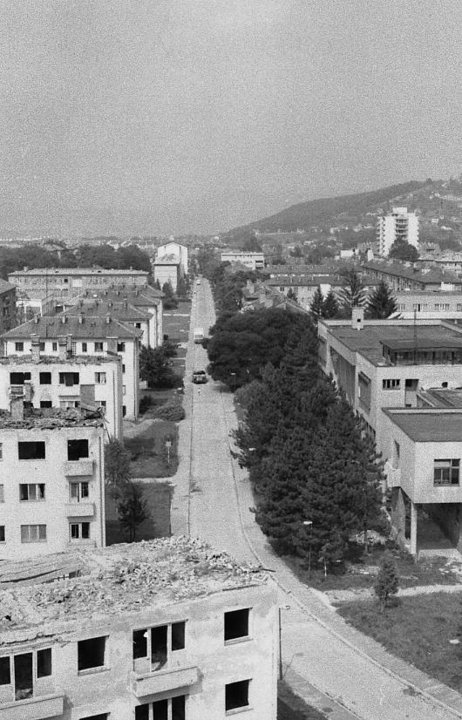
1993년 크로아티아-보스니아 전쟁 기간의 노비트라브니크 마을의 모습.

1993년 보스니아 전장은 크로아티아-보스니아 전쟁으로 뒤덮였다. 1993년 1월 초 보스니아 공화국군과 크로아티아 국방위원회는 고르니바쿠프에서 충돌하였다. 며칠 간의 전투 후 유엔보호군(UNPROFOR)의 중재로 임시 휴전이 이루어졌다. 1월 하순에는 양 측의 군사 충돌이 고르니바쿠프에서 부소바차 지역으로 확대되었다. 부초바차는 라슈바 계곡으로 향하는 통신선이 한데 모이는 중요한 장소였다. 1월 26일에는 보스니아 공화국군이 부소바차-키셀랴크 도로 중간에 있는 카추니와 빌랄로바츠 등 여러 마을을 점령하며 키셀랴크와 부소바차 사이를 단절시켰다. 키셀랴크 지역에서는 보스니아 공화국군이 키셀랴크 동북쪽 마을을 장악하긴 하였으나 키셀랴크 중심지와 대부분의 주변마을은 크로아티아 국방위원회가 장악하고 있었다. 1월 26일에는 부소바차 북쪽의 두시나 마을에서 보스니아 공화국군이 세르브계 포로 6명을 살해하는 일이 발생했다. 부소바차 전투에서도 보스니아인 민간인 다수가 사망하였다.
1월 30일에는 보스니아 공화국군과 크로아티아 국방위원회 양 측 지도부가 비테즈에서 유엔보호군 및 기타 대외 옵서버들과 만나 보스니아 중부 지역 전체의 휴전 협정에 서명하였고 이 다음날부터 효력이 발생하였다. 상황이 여전히 긴박했기 때문에 보스니아 공화국군의 제3군단 군단장 엔베르 하지하사노비치와 크로아티아 국방위원회 중부보스니아 작전지대 지도자 티호미르 블라슈키치가 2월 13일 만나 보스니아 공화국군-크로아티아 국방위원회 합동위원회를 조직하여 현 사태에 대한 해결을 위한 회의를 가졌다. 1월 체결된 중부 보스니아의 휴전은 수많은 여러 소규모 무력 충돌이 발생했지만 2달 후인 4월 첫 주까지 지속되었다. 크로아티아 측은 분쟁이 확대된 이유를 보스니아의 이슬람화 정책이 증가했기 때문이라고 주장했고, 보스니아 측은 크로아티아의 분리주의 때문이라고 주장했다.

##### 중부 보스니아
4월 초 중부 보스니아에서 보슈냐크인과 크로아트인 민간인과 군인 사이에서 폭행, 살인, 무력충돌 등 일련의 소규모 분쟁 사건이 다수 발생하기 시작했다. 이 중 가장 심각한 사건으로는 노비트라브니크 외곽에서 크로아티아 국방위원회 인원 4명이, 국방위원회 사령관 지브코 토티치가 제니차 인근에서 무자헤딘에게 납치된 사건이다. 보스니아 공화국군 측은 이 사건에 대해 일절 관련이 없다고 주장하였고, 사건 조사를 위해 보스니아 공화국군-크로아티아 국방위원회 합동위원회가 설치되었다. 이후 납치되었던 국방위원회 측 인물들은 5월 경 크로아티아 국방위원회 측이 잡아두고 있던 포로와 교환하였다. 4월에 발생한 사건들은 4월 15일 비테즈, 부소바차, 키셀랴크, 제니차 지역의 무력 충돌로 확대되었다. 제니차 지역에서는 수적으로 열세였던 크로아티아 국방위원회 측이 빠르게 패퇴하였고, 제니차 지역의 크로아트인도 대규모로 살던 집을 떠나 집단 이주하였다.
부소바차 지역에서는 보스니아 공화국군이 세력을 잘 갖춰 크로아티아 국방위원회에게 큰 피해를 입혔지만 크로아티아 국방위원회 측이 부소바차 마을과 부소바차-비테즈를 잇는 카오니크 교차로를 점령하는 데 성공했다. 보스니아 공화국군 측은 키셀랴크 포위망을 몇 개의 작은 부분으로 나누고 포이니차 마을을 키셀랴크로부터 고립시키러 시도했으나 실패하였다. 이 과정에서 수많은 보스니아 민간인들이 구금되거나 키셀랴크에서 강제 추방당했다.
비테즈 지역에서는 블라슈키치가 제한된 병력을 동원하여 보스니아 공화국군에 대한 공격을 감행해 공화국군이 트라브니크-부소바차 간 도로 연결을 끊어버리고 비테즈에 있는 SPS 폭발물 공장 점거 시도를 막아냈다. 4월 16일에는 크로아티아 국방위원회가 비테즈 동쪽에 있는 아흐미치 마을 공격을 시작하였다. 공격부대가 보스니아 공화국군의 방어선을 붕괴시키고 마을에 진입하자 크로아티아 국방위원회 민병대가 집집마다 돌아다니면서 집을 불태우고 민간인을 살해하였다. 크로아트계 군사가 아흐마치 마을에 도착하자 이들은 크로아트인은 내버려두고서 제때 도망가지 못한 마을 내의 보슈냐크인들을 학살했다. 아흐미치 학살에서 총 117명에서 120명에 달하는 보슈냐크 민간인이 학살당했다. 이 학살은 밥 슈트어트가 지휘하는 영국 육군 체셔 연대 제1대대 유엔 평화유지군이 발견하였다. 전후 보스니아 정부는 학살 희생자 116명을 기리는 추모비를 건설하였다. 기타 지역에서도 크로아티아 국방위원회가 비테즈 지역의 스타리비테즈 구역에 있는 보스니아 공화국군 병력을 차단하고 공화국군이 마을 남쪽으로 진격하는 것을 막아냈다. 4월 24일 무자헤딘은 트라브니크 동북쪽에 있는 밀레티치 마을을 공격해 크로아트인 민간인 4명을 살해하였다. 포로로 잡힌 나머지 민간인들은 폴랴니체 수용소로 끌려갔다. 이렇게 군사 충돌이 계속되고 보스니아 공화국군과 크로아티아 국방위원회 양 측이 지원군을 증파했으나 무력 분쟁이 트라브니크와 노비트라브니크로 번지진 않았다. 4월 25일엔 이제트베고비치와 보반이 휴전 협정을 맺었다. 보스니아 공화국군 참모총장 세페르 할릴로비치와 크로아티아 국방위원회 참모총장 밀리보이 페트코비치는 매주마다 만나 현재 진행중인 문제를 해결하고 휴전을 이행하기로 합의하였다. 하지만 전장에서는 휴전 협정이 존중되지 않았고 양 측 부대는 4월 30일까지 부소바차 지역에서 교전하였다.

##### 헤르체고비나

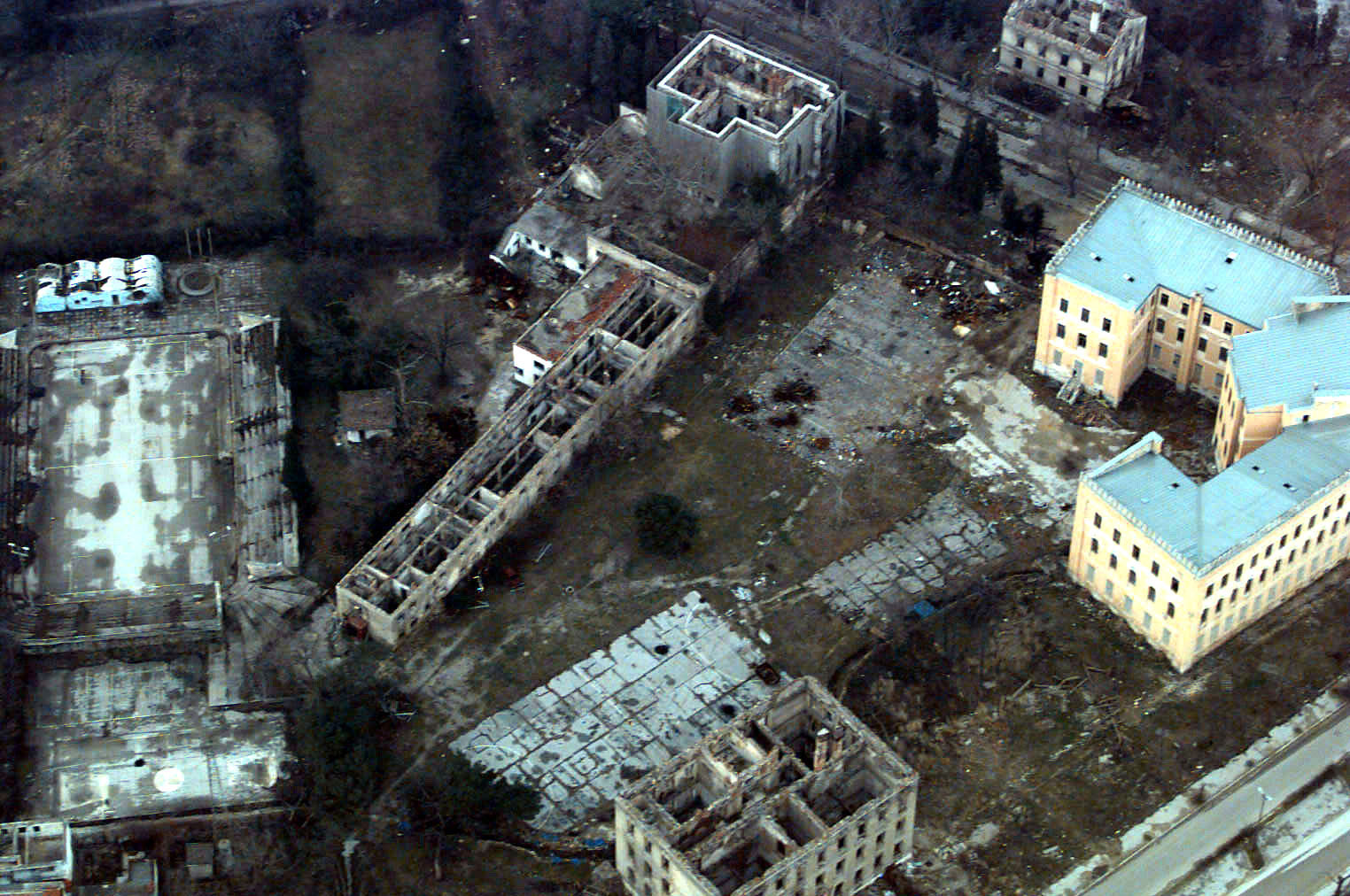
모스타르의 파괴된 건물을 촬영한 항공 사진.

크로아티아-보스니아 전쟁은 4월 14일 보스니아 공화국군이 크로아티아 국방위원회가 장악하던 마을인 코니츠 외곽지역을 공격하기 시작하면서 중부 보스니아에서 헤르체고비나 북부로도 번지기 시작했다. 크로아티아 국방위원회는 야블라니차 동북쪽 3개 마을을 점령하는 일로 대응하였다. 4월 16일에는 야블라니차 북쪽의 마을인 트루시나에서 크로아트 민간인 15명과 포로 7명이 보스니아 공화국군에게 학살당하는 사건이 일어났다. 코니츠와 야블라니차 전투는 5월까지 이어졌으며 보스니아 공화국군은 두 도시와 인근 마을을 전부 점령하는 데 성공했다.
4월 중순까지 모스타르는 크로아트인이 주로 사는 서부 지역은 크로아티아 국방위원회가, 보슈냐크인이 주로 사는 동부 지역은 보스니아 공화국군이 장악하는 두 편으로 분리되어 통치받는 도시였다. 5월 9일에는 도시 동부와 서부가 각각 포격을 받으면서 모스타르 전투가 시작되었다. 이후 격렬한 시가전이 펼쳐졌고 5월 13일 양 측 지휘관인 밀리보이 페트코비치와 세페르 할릴로비치가 휴전 협정을 맺었으나 이후에도 전투는 계속되었고 5월 21일 되어서야 멈췄다. 크로아티아 국방군은 차플리나 인근의 드레텔와 헬리오드롬에 수용소를 건설하였으며, 보스니아 공화국군은 포토치와 모스타르 동부의 학교에 수용소를 건설하였다. 모스타르 전투는 6월 30일 재개되었다. 보스니아 공화국군이 모스타르 북쪽으로 접근하여 도시 동부를 확보했으나, 크로아티아 국방위원회 측이 보스니아군의 남부를 향한 진격을 격퇴하였다.

#### 6-7월 공세

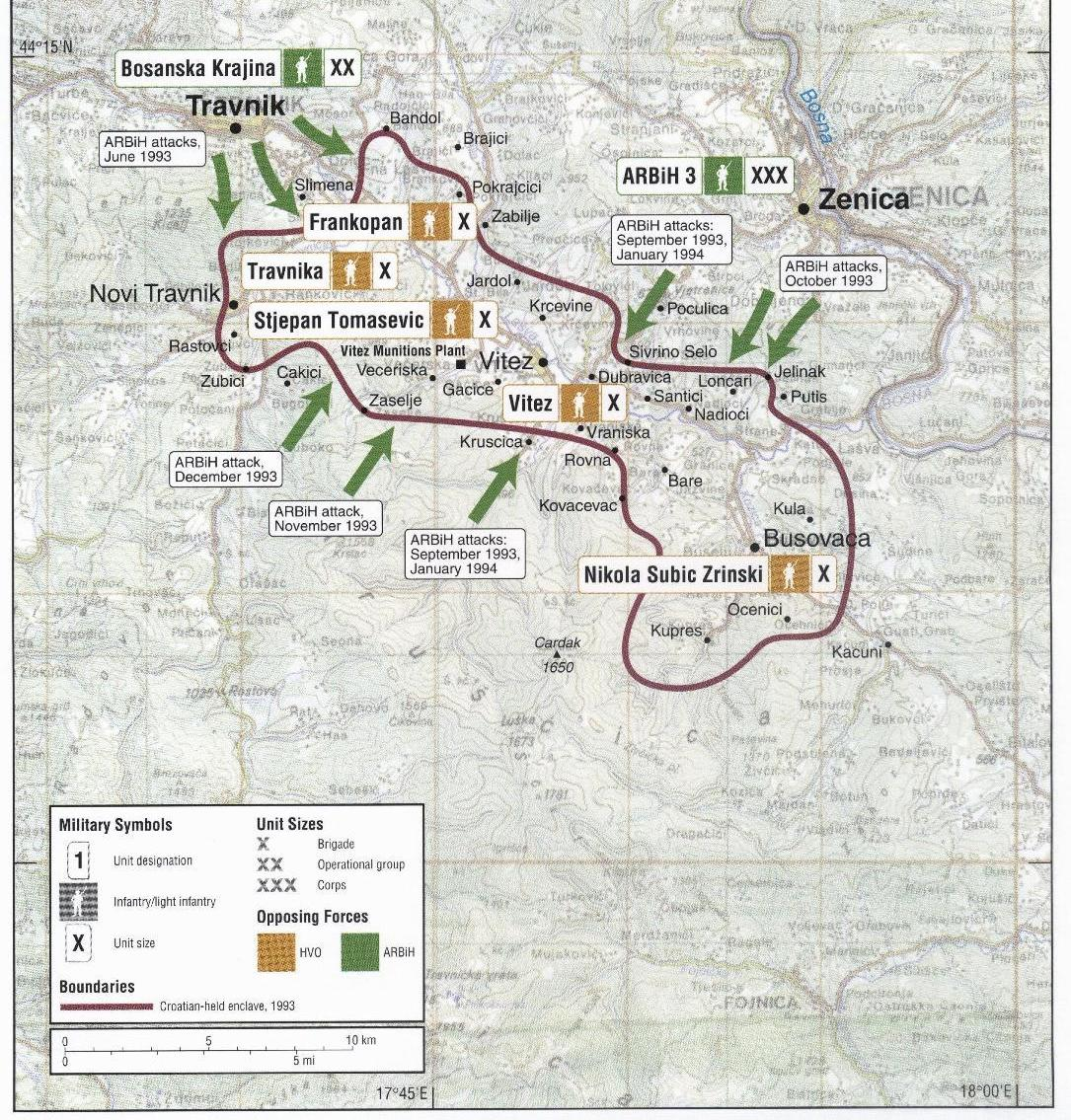
노비트라브니크, 비테즈, 부소바차가 포함된 1993년 라슈바 계곡 전선 지도. 가운데 마을은 크로아티아 국방위원회 측이 점령하고 있으며, 외곽 지역을 전부 보스니아 공화국군이 포위하고 있다.

6월 첫 주에는 보스니아 공화국군인 트라브니크의 크로아티아 국방위원회 지휘본부와 스릅스카 공화국군에 맞서 전선에 배치된 크로아트계 군사를 공격하였다. 3일간의 시가전 끝에 수적으로 열세였던 크로아티아 국방위원회 측은 패퇴하여 수천명의 크로아트계 민간인과 군인은 자신의 진지가 빼앗기자 세르브계가 장악한 인근 지역으로 집단 피난갔다. 보스니아 공화국군의 공세는 트라브나크 동쪽을 향해 계속 이어졌으며 6월 14일에는 제니차까지 이어지는 도로를 확보하는 데 성공했다. 6월 8일에는 비코시 마을 인근에서 크로아트계 민간인과 포로 24명이 무자헤딘에게 살해당하는 사건이 발생했다.
비슷한 사건이 노비트라브니크에서도 발생했다. 6월 9일에는 보스니아 공화국군이 도니바쿠프의 스릅스카 공화국군과 맞닿아 있는 마을 동부의 크로아티아 국방위원회 군사를 공격하였고, 다음날에는 노비트라브니크로 격렬한 전투가 이어졌다. 6월 15일에는 보스니아 공화국군이 마을 서북부를 장악했으나 크로아티아 국방위원회가 도시 동북부 지역과 시가지를 계속 장악하였다. 전투는 7월까지 이어졌으나 이후에는 전선에 소규모 공방전만이 이어졌다.
카칸 마을에 있던 크로아티아 국방위원회 군사는 6월 중순 들어 수적 열세에 처하기 시작했고 13,000명에서 15,000명에 달하는 크로아트인 난민이 인근의 키셀랴크나 바레시 마을로 피난갔다. 키셀랴크 포위망에서는 크로아티아 국방위원회 측이 크레셰보를 향한 공격은 막아냈지만 7월 3일에는 포이니차 마을이 함락되었다. 6월 24일에는 젭체 전투가 시작되었으나 6월 30일 보스니아 공화국군의 패배로 끝났다. 하지만 7월 말에는 보스니아 공화국군이 부고이노 마을을 점령하였고 15,000명 이상의 크로아트인이 난민이 되었다. 전투 이후 마을의 축구 경기장에 세워진 포로수용소에 크로아트인 800명이 수용되었다.
9월 초에는 보스니아 공화국군이 중부 보스니아와 헤르체고비나에서 약 200 km 길이의 전선에 헤르체그보스니아를 공격하는 네레트바 '93 작전을 시작했다. 이 작전은 1993년 보스니아 전쟁에서 제일 큰 규모의 작전 중 하나이다. 보스니아 공화국군은 야블라니차 서쪽을 장악하고 모스타르 동부로 향하는 도로를 확보하였으나 크로아티아 국방위원회 측은 프로조르 지역을 사수하였고 모스타르 서부 후방의 병력을 보존하였다. 9월 8일에서 9일로 넘어가는 사이 밤에는 보스니아 공화국군이 크로아트인 33명 이상을 살해하는 그라보비차 학살 사건이 일어났다. 9월 14일에는 크로아트 민간인 29명과 군인 포로 1명이 살해당하는 우즈돌 학살 사건이 일어났다.
10월 27일에는 크로아티아 국방위원회가 보슈냐크인 민간인 27명을 살해하는 스투프니도 학살 사건이 발생했다. 본 학살 이후 11월 초에는 '보복'으로 보스니아 공화국군이 크로아티아 국방위원회 측이 포위된 지역인 바레시 지역을 공격하기 시작했다. 11월 3일에는 크로아트 민간인과 군인이 바레시 마을을 포기하고 키셸랴크로 후퇴하였다. 보스니아 공화국군은 다음 날 바레시 마을을 점령하였다.

#### 1993년 5-6월 유엔안전구역 확대
민간인을 보호하기 위해 1993년 5월 이후 유엔보호군(UNPROFOR)의 역할이 확대되어 유엔 안전 보장 이사회가 사라예보, 스레브레니차, 투즐라, 제파, 고라주데 및 인근 지대를 "유엔 안전구역"으로 지정하자는 결의안인 유엔 안전 보장 이사회 결의 제824호가 1993년 5월 6일 통과되었다. 1993년 6월 4일에는 유엔 안전 보장 이사회가 유엔보호군의 안전지대 보호를 위한 무력사용을 승인하는 결의 제836호가 통과되었다. 1993년 6월 15일에는 나토와 서유럽 연합이 아드리아해를 봉쇄하는 작전인 샤프 가드 작전이 시작되었으며, 1996년 6월 18일 유엔의 유고슬라비아 지역 무기 금수조치가 종료될 때까지 진행되었다.
크로아티아 국방위원회와 보스니아 공화국군은 비하치 포위망, 보스니아 포사비나, 테샨 지역을 포함한 보스니아 헤르체고비나 일부 지역에서 스릅스카 공화국군과도 함께 대항하며 3파전이 벌어졌다. 사라예보에서는 보스니아 공화국군과 함께 1,500명의 크로아티아 국방위원회 여단이 약간의 반감에도 서도 동맹을 맺고 스릅스카 공화국군에 대항해 싸웠다. 크로아트계와 보슈냐크계의 동맹이 붕괴된 지역에서는 스릅스카 공화국군이 크로아티아 국방위원회 혹은 보스니아 공화국군 양 측과 협력하면서 지역 세력 균형 정책을 추구했고 약한 쪽과 동맹을 맺었다.

### 1994년
세르브계가 장악한 영토에서 보슈냐크인의 강제 추방 및 학살이 지속적으로 발생하였으며, 이 때문에 발생한 난민 위기는 점점 고조되었다. 매달 수천 명의 사람들이 종교적인 이유로 위협받으며 살던 곳을 떠나 보스니아 외부로 쫓겨났다. 그 결과 크로아티아에서만 50만명의 난민이 유입되며 긴장 상황이 발생해 1994년 중반 크로아티아 정부는 보스니아 북부를 탈출하는 462명의 보스니아 난민 집단의 입국을 금지시켰으며, 유엔보호군은 급하게 난민을 위한 임시 피난처를 마련해야 했다. 1994년 3월 30일에서 4월 23일 사이 세르비아군은 고라주데 완전 점령을 목표로 마을을 향한 대규모 공세를 펼치기 시작했다. 하지만 4월 9일 당시 유엔 사무총장이었던 부트로스 부트로스갈리가 안보리 결의 제836호를 언급하며 자위권을 행사해 고라주데를 공격하는 세르비아군을 공습할 것이라고 위협했다. 그 후 이틀간 나토 항공기가 세르비아군의 전차와 전초기지에 대한 공습을 감행했다. 하지만 이 공습은 압도적인 숫적 우세를 지닌 세르브계 보스니아군을 막는데 거의 도움이 되지 못했다. 세르비아군은 고라주데에서 150명의 유엔보호군을 인질로 잡고 포위했다. 고라주데가 외국의 개입 없이는 함락될 것을 인식한 나토는 세르비아에게 최후통첩을 보냈고, 세르비아는 이에 따를 수 밖에 없었다. 최후통첩에 따라 세르비아군은 1994년 4월 23일까지 모든 민병대를 마을로부터 3 km 떨어진 지점까지 후퇴해야 했고, 4월 26일까지 모든 포병과 장갑차는 마을에서 20 km 떨어진 지점까지 후퇴해야 했다. 스릅스카 공화국은 본 최후 통첩을 따랐다.

#### 마르칼레 학살

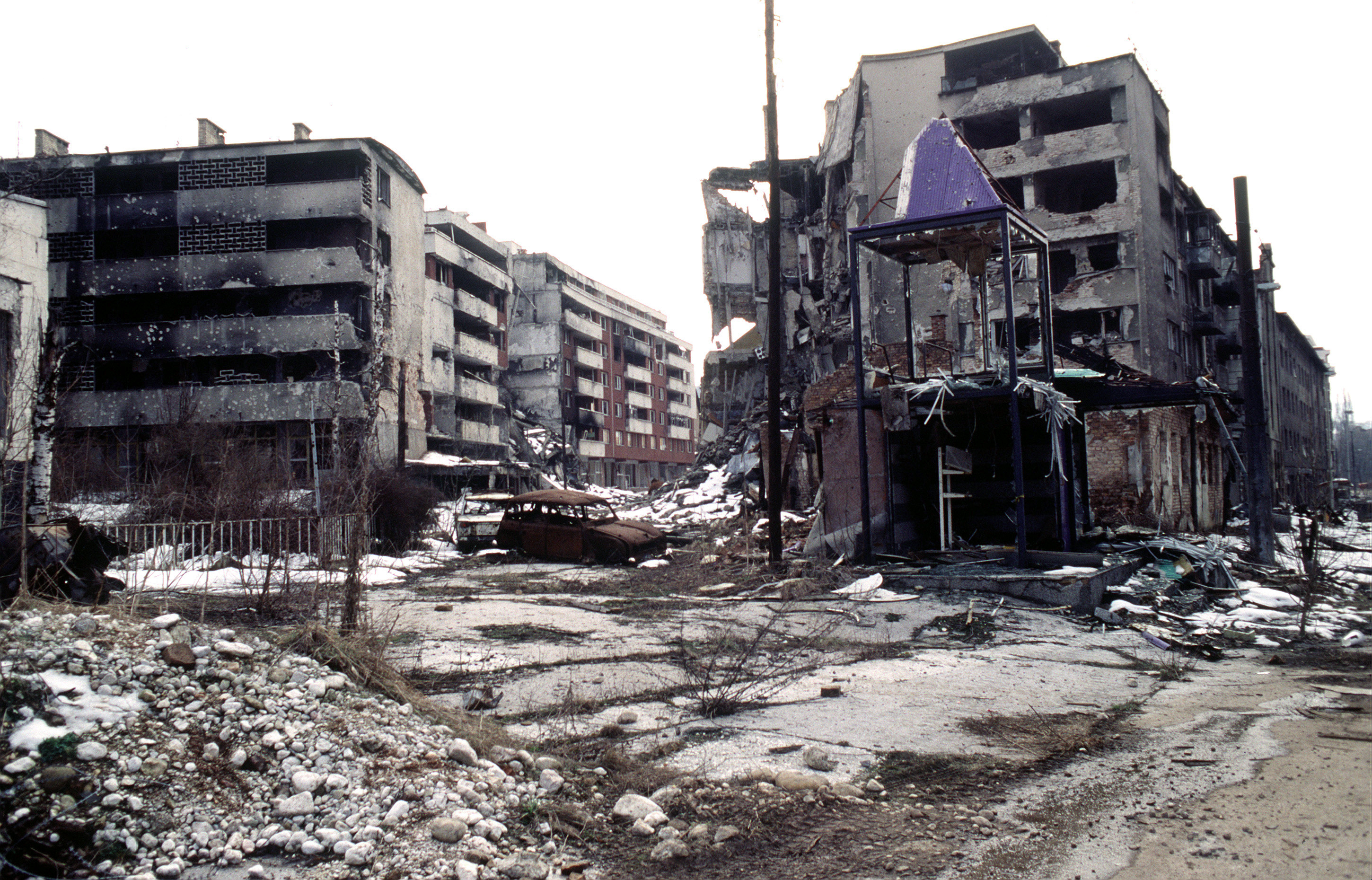
사라예보 포위전 도중 포격으로 피해를 입은 그르바비차의 빌딩.

1994년 2월 5일, 사라예보에서는 포위전 중 가장 사망자가 많은 단일 공격인 제1차 마르칼레 학살이 발생했다. 붐비는 사라예보 시내의 마르칼레 시장 중앙에 세르브인 민병대가 발사한 한 발의 120 mm 박격포탄이 떨어져 68명이 사망하고 144명이 부상을 입었다. 2월 6일 당시 유엔 사무총장인 부트로스 부트로스갈리는 나토에게 향후 공습 요청을 내보낼 시 즉시 공습 작전을 실행해 달라고 요청하였다.
1994년 2월 9일, 나토는 남유럽 연합군 사령관이자 미국 해군 제독인 제러미 마이클 부어다의 요청으로 민간인 표적 공격을 감행했다고 유엔보호군이 판단한 사라예보 혹은 인근 지역의 대포 및 박격포 진지를 공습하는 작전을 승인, 시행하였다. 나토 회원국 중 그리스만이 공습 시행을 지지하진 않았지만, 작전 시행에 거부권을 행사하진 않았다.
나토는 세르브계 보스니아에게 2월 20일에서 21일 안에 사라예보 인근에 배치된 중무기를 전부 철수할 것을 요구하는 최후통첩을 보냈다. 2월 12일에는 사라예보에서 1992년 4월 이후 처음으로 사상자가 발생하지 않았다. 1994년 2월 17일에는 세르브계 보스니아가 사라예보 인근 지역에 배치된 중무기를 전면적으로 철수하는 작전을 시작하였다.

#### 워싱턴 협정
크로아티아-보스니아 전쟁은 1994년 2월 23일 자그레브에서 크로아티아 국방위원회 참모총장 안테 로소와 보스니아 공화국군 참모총장인 라심 델리치가 휴전 협정에 서명하면서 종전하였다. 휴전 협정은 2월 25일 발효되었다. 미국이 중재한 워싱턴 협정으로 알려진 평화 협정으로 3월 2일에는 보스니아 헤르체고비나 공화국, 크로아티아, 헤르체그보스니아 크로아티아인 공화국 3국 대표가 모여 휴전에 합의하였다. 이 휴전 협정은 1994년 3월 18일 미국 워싱턴 D.C.에서 서명이 이루어졌다. 휴전 협정에 따라 크로아티아 국방위원회와 보스니아 공화국군이 장악한 영토는 보스니아 헤르체고비나 연방 내의 자치주로 분할되었다. 투지만과 이제트베고비치는 크로아티아와 보스니아 헤르체고비나 연방 간 연합에 대한 예비협정에 서명하였다.  연합 예비협정으로 크로아티아와 보스니아 간 동맹은 다시 이루어졌지만 분열 과정에서 발생한 모든 문제들이 해결된 건 아니였다.
워싱턴 협정 이후 크로아티아 국방위원회와 보스니아 공화국군이 합동으로 조율한 첫 군사 작전은 제2차 쿠프레스 전투로 1994년 11월 3일에는 스릅스카 공화국군이 장악하던 쿠프레스를 재탈환하였다. 11월 29일에는 크로아티아 국방위원회와 크로아티아군이 보스니아 서남부를 향한 겨울 '94 작전을 시작하였다. 한달간 이루어진 전투 끝에 크로아트계 군사는 스릅스카 공화국이 장악했던 약 200 km² 넓이의 영토를 장악하고 스릅스카 공화국과 세르비아 크라이나 공화국의 수도인 크닌을 잇는 주요 도로를 위협하였다. 비하치 포위망에 가해지는 압력을 줄인다는 1차 목표를 달성하진 못했지만, 보스니아 공화국군은 비하치 포위망을 공격하는 스릅스카 공화국군의 공세를 격퇴하는 데 성공했다.

#### 유엔보호군과 나토

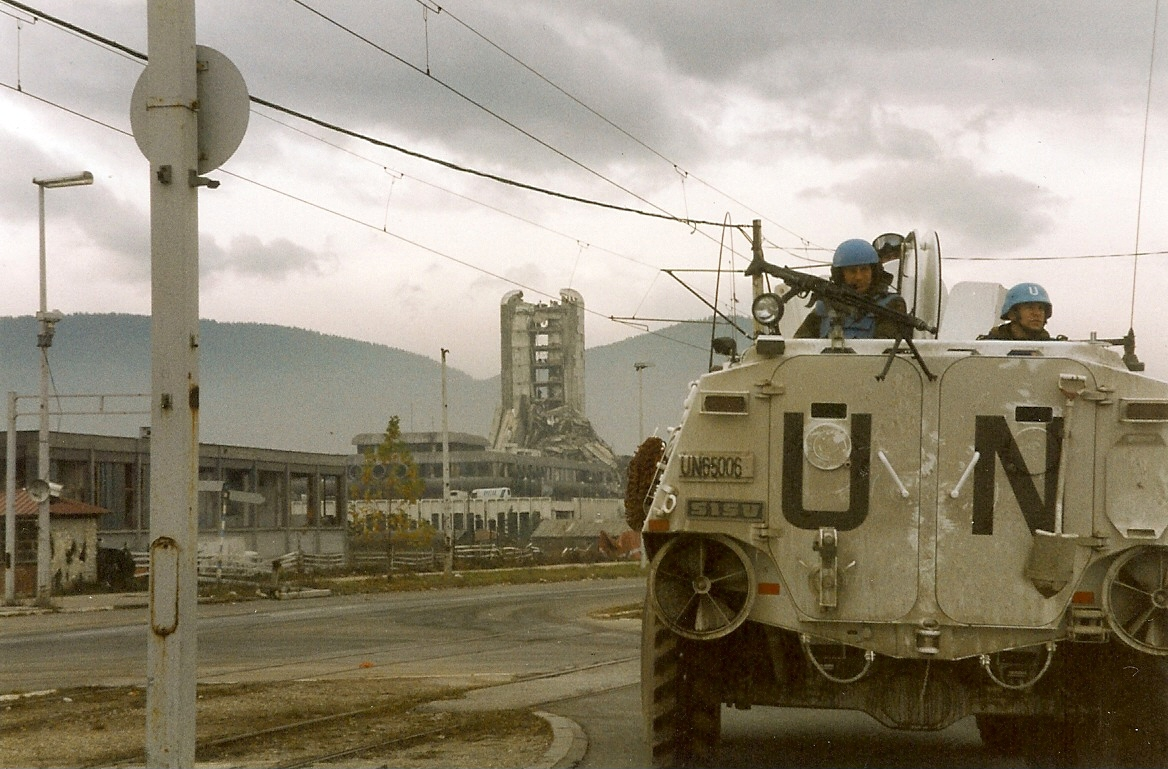
사라예보의 "저격수의 골목"을 지키는 유엔 부대.

1994년 2월 28일 나토는 보스니아 중부 상공에서 세르비아 항공기 4기를 유엔 비행금지구역 위반 혐의로 전부 격추하였다. 3월 12일에는 유엔 보호군(UNPROFOR)이 나토의 공중 지원을 요청하였으나 승인 절차와 관련된 여러 지연 때문에 근접항공지원이 배치되지 않았다. 3월 20일에는 의료품과 의사를 태운 항공기가 1993년 5월부터 포위되어 미국 공군 항공기가 투하한 식량 공급으로 살아가고 있는 인구 10만명의 도시인 마글라이에 도착했다. 3월 23일에는 2차 호송대가 납치되어 약탈당했다.
1994년 4월 10일에서 11일 사이에는 유엔 보호군은 고라주데 유엔 안전지대를 보호하기 위해 공습을 요청하였고 미 F-16 전투기 2기가 고라주데 인근의 세르비아군 지휘부 전초기지를 폭격하였다. 이는 나토 역사상 처음으로 강행한 공습 작전이다. 이에 대한 보복으로 세르비아는 4월 14일 유엔 직원 150명을 인질로 잡았다. 4월 15일에는 고라주데 인근 보스니아군 방어선이 붕괴되었고, 4월 16일에는 영국군의 시 해리어 1기가 고라주데 상공에서 세르비아군에게 격추당했다.
1994년 4월 29일에는 투즐라에 있는 유엔 보호군 북유럽 대대의 일부로 파견된 보스니아 평화임무 수행 중인 덴마크 대표단(노르트바트 2)가 칼레시야 마을 인근에서 세르브계 보스니아인이 거주 중인 셰코비치 여단의 강력한 포격을 받고 있던 스웨덴 감시초소(탱고 2)를 구출하던 도중 매복에 당했다. 매복 작전은 유엔군이 뵐레방크 작전으로 알려진 대규모 포격 작전으로 보복하면서 전부 흩어졌다.
5월 12일에는 미국 상원에서 밥 돌이 발의한 보스니아에 대한 무기 금수 조치를 일방적으로 해제하자는 법안인 S.2042 법안을 통과하였으나 당시 미국의 대통령 빌 클린턴은 거부권을 행사했다. 10월 5일에는 미국 대통령이 공법 L. 103-337에 서명하여 세르브계 보스니아인이 10월 15일까지 연락집단의 제안을 받아들이지 않는다면 대통령은 무기 금수 조치를 종료시키기 위해 유엔 안전 보장 이사회 결의안을 즉시 제안해야 하며 11월 15일까지 결의안이 통과되지 않을 경우 안보리 결의안 제713호에 따라 모든 유엔 회원국이 요구하는 자금만으로 금수 조치를 시행할 수 있으므로 미국이 금수 조치에 필요한 자금 지원을 거부해 사실상 금수 조치를 종료시키기로 결정하였다. 11월 12일에서 13일 사이 미국은 보스니아 정부에 대한 무기 금수 조치를 일방적으로 해제하였다.
8월 5일에는 유엔 보호군의 요청으로 나토 항공기가 사라예보 인근의 무기고에서 세르브계 보스니아인이 무기를 입수했다는 첩보를 바탕으로 사라예보 안전지대 내의 목표물을 공습하였다. 1994년 9월 22일에는 나토가 유엔 보호군의 요청으로 세르브계 보스니아군의 전차 행렬에 공습하였다. 10월 25일에는 보스니아 헤르체고비나의 그라다차츠 인근 감시초소를 복구하는 목표로 덴마크 평화유지군이 지휘하는 유엔 보호군의 임무인 아만다 작전이 시작되었다.
1994년 11월 19일에는 북대서양이사회에서 크로아티아 내 유엔군 보호를 위해 크로아티아 지역의 근접항공지원 임무를 연장하는 안건이 통과되었다.11월 21일에는 보스니아 헤르체고비나의 비하치 지역을 향한 비행장에서의 공격에 대한 보복으로 나토 항공기가 세르비아가 장악한 크로아티아의 우드비나 비행장을 공습하였다. 11월 23일에는 보스니아 헤르체고비나 서북부의 오토카 남부에서 나토 항공기 2기를 향해 지대공 미사일 기지에서 공격해오자 나토가 오토카 지역의 방공 레이더 공습을 시행했다.

### 1995년

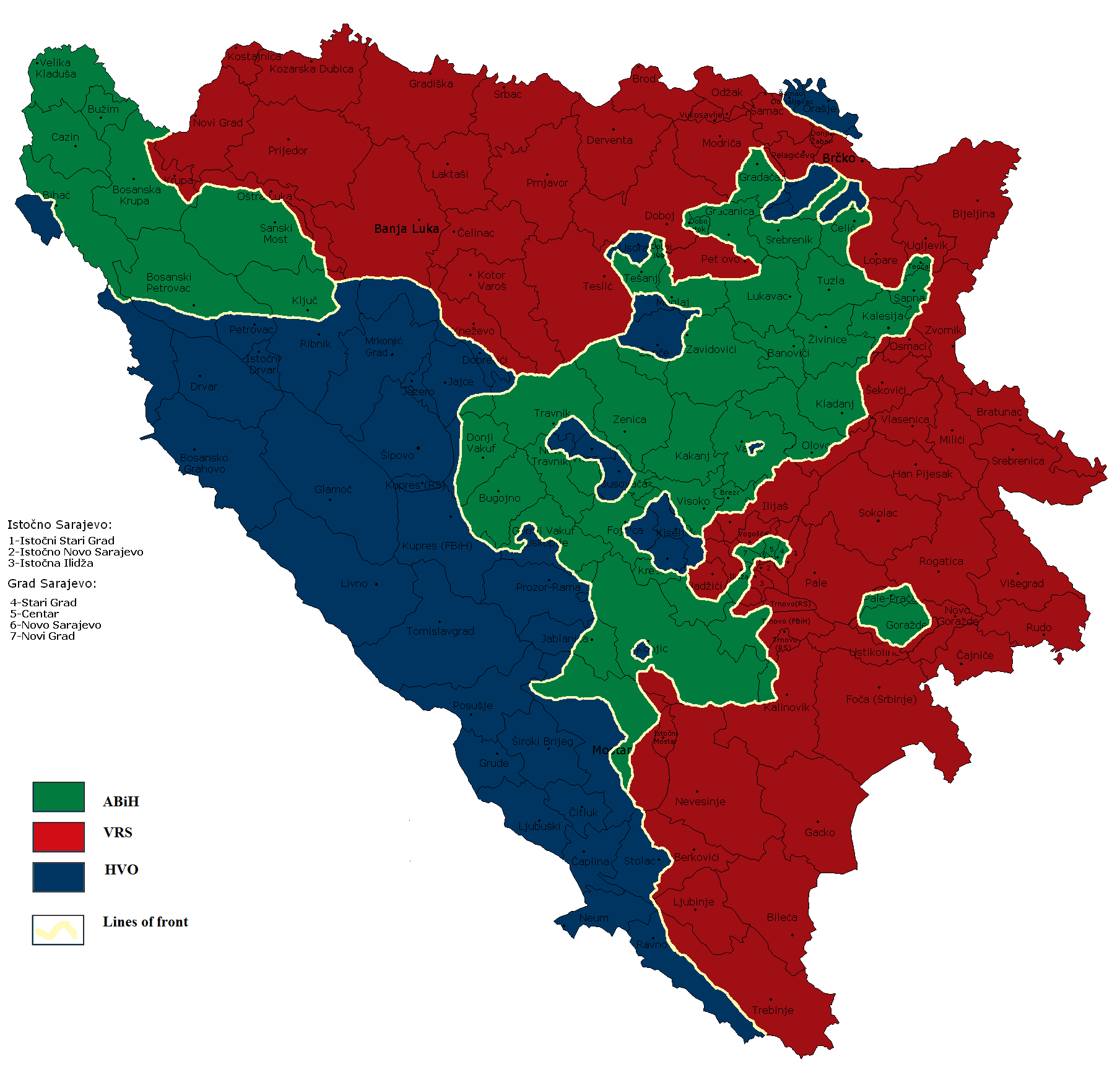
데이턴 협정 직전 보스니아 헤르체고비나의 상황 지도.

1995년 5월 25일, 나토는 중무기를 반환하지 않았다는 이유로 팔레에 있는 스릅스카 공화국군의 진지를 공격하였다. 스릅스카 공화국군은 투즐라를 포함한 유엔 안전구역 내를 포격하였다. 세르비아의 포격 테러로 투즐라에서만 71명이 사망하고 150명이 부상을 입었다. 4월에서 6월 사이엔 크로아티아군이 리프 1, 리프 2 작전으로 두 차례 공세를 펼쳤다 크로아티아의 두 공세로 리브노 계곡 전체를 확보하였고 스릅스카 공화국군이 장악한 보산스코그라호보를 위협하였다.
1995년 7월 11일에는 라트코 믈라디치 장군이 이끄는 스릅스카 공화국군이 보스니아 동부의 유엔 "안전지대"인 스레브레니차를 점령하고 스레브레니차 내 남성 8,000명 이상을 학살, 여성과 어린이는 보스니아가 장악한 영토로 강제 추방한 스레브레니차 집단학살 사건이 발생하였다. 당시 스레브레니차 내에 주둔하던 유엔 보호군인 네덜란드 평화유지군인 400명 가량의 더치배트는 스릅스카 공화국군의 마을 점령과 뒤따른 대학살을 막지 못했다. 구유고슬라비아 국제형사재판소(ICTY)는 크르스티치 재판에서 스레브레니차에서 일어난 행위가 집단학살이라고 판결했다. 1995년 7월 25일엔 세르비아는 유엔이 지정한 동부 보스니아의 또 다른 안전지대인 제파를 점령하기 위한 "스툽차니차 '95 작전"을 시작했다. 제파도 7월 25일 함락되었으며 뒤이은 학살로 보슈냐크인 116명이 사망했다.

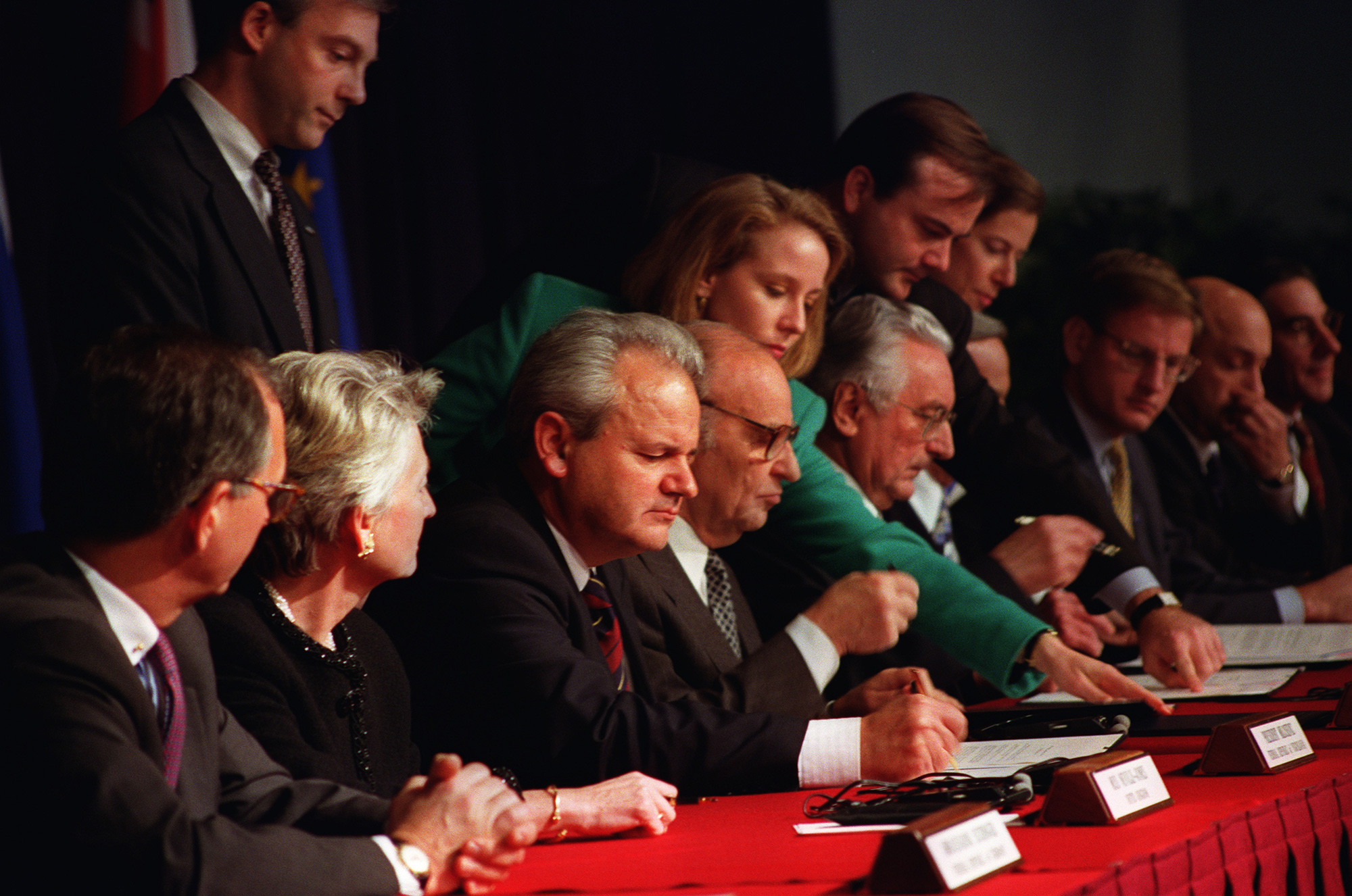
왼쪽부터 오른쪽으로 차례대로 슬로보단 밀로셰비치, 알리야 이제트베고비치, 프라뇨 투지만. 1995년 12월 14일 셋은 프랑스 파리에서 보스니아 전쟁의 최종 평화 협정에 서명하였다.

7월 22일 투지만과 이제트베고비치 대통령 간에 체결된 스플리트 협정에 따라 크로아티아군과 크로아티아 국방위원회는 보스니아 서부에서 합동 군사 공세 작전인 여름 '95 작전을 시작하였다. 크로아트계 군사는 글라모치와 보산스코그라호보를 장악하고 크닌과 스릅스카 공화국 사이를 완전히 갈라놓았다. 8월 4일에는 크로아티아군이 스톰 작전을 시작하여 작전 며칠만에 세르비아 크라이나 공화국이 완전히 붕괴되었다. 이로써 보슈냐크계-크로아트계 동맹이 전쟁의 주도권을 쥐었고 9월에서 10월 사이에 스릅스카 공화국이 가지고 있던 보스니아 서부 지역 대부분을 빼앗는 데 성공했다. 1995년 9월 18일에는 노비그라드에서 크로아티아군이 우나 작전을 개시하여 우나강을 도하해 보스니아 내로 입성하기 시작했다. 2006년 크로아티아 정부는 우나 작전 기간 자행된 전쟁 범죄 혐의, 특히 보산스카두비차 지역에서 제2근위여단 제1대대가 민간인 40명의 살해한 혐의에 대해서 조사하기도 하였다.
크로아티아군과 크로아티아 국방위원회는 9월 8일부터 15일까지 미스트랄 2 작전으로 스릅스카 공화국이 점령하던 보스니아 중부의 야이체, 시포보, 드르바르 등의 마을을 점령하고 2,500 km²에 달하는 영토를 탈환하였다. 이와 동시에 보스니아 공화국군은 보스니아 서북부에서 사나 작전을 시작해 보산스카크루파, 보산스키페트로바츠, 클류치, 산스키모스트 등 여러 도시를 점령하고 스릅스카 공화국을 북쪽으로 밀어냈다. 9월 23일에서 24일에는 스릅스카 공화국이 보스니아 서부의 보스니아 공화국군을 향한 반격 작전을 시작하였다. 작전 2주만에 스릅스카 공화국군이 클류치 인근까지 진격하였다. 보스니아는 크로아티아에게 군사 지원을 요청하였고, 10월 8일 안테 고토비나 장군이 지휘하는 크로아티아군을 중심으로 크로아트계 군사의 남향이동 작전이 시작되었다. 이 공세로 스릅스카 공화국은 므르코니치그라드를 잃고 크로아티아 국방위원회 부대가 바냐루카 남쪽 25 km 지점까지 도달하였다.
8월 28일에는 스릅스카 공화국군이 사라예보의 마르칼레 시장을 박격포로 공격하여 43명이 사망하는 제2차 마르칼레 학살이 발생했다. 제2차 마르칼레 학살에 대응하여 나토 사무총장 윌리 클라에스는 세르브계 보스니아군 진지에 대한 광범위한 공습 작전인 딜리버레이트 포스 작전 개시를 발표했으며 유엔 보호군도 긴급대응군의 포격으로 공습 작전을 지원하였다. 1995년 9월 14일에는 나토의 공습 작전이 사라예보 인근의 중화기 철수 협정을 이행하기 위해 일시적으로 중단되었다. 12일 후인 9월 26일에는 보스니아 헤르체고비나, 크로아티아, 신유고 연방 3국의 외무장관이 미국 뉴욕에서 모여 평화협정의 기본원칙에 대한 합의가 이루어졌다. 10월 12일에는 60일간의 휴전이 발효되었고, 11월 1일에는 미국 오하이오주 데이턴에서 평화 협상이 시작되었다. 1995년 11월 21일에는 데이턴 협정이 체결되어 보스니아 전쟁이 종전하였으며, 12월 14일 파리에서 평화 협정의 최종안을 서명하였다.
데이턴 협정에 따라 보스니아 헤르체고비나 전역에 나토의 평화이행군(IFOR)이 배치되었다. 8만명 규모의 평화임무 수행 부대인 나토 평화이행군은 보스니아 내 평화유지임무를 시행하고, 인도적, 정치적 원조에 대한 지원을 제공하며 재건 사업을 도우며 피난민이 집에 돌아올 수 있도록 지원하며 무기를 수집하고 지뢰를 제거하며 피해 지역의 불발탄 및 군수품을 수거하는 임무를 맡았다.

## 사상자

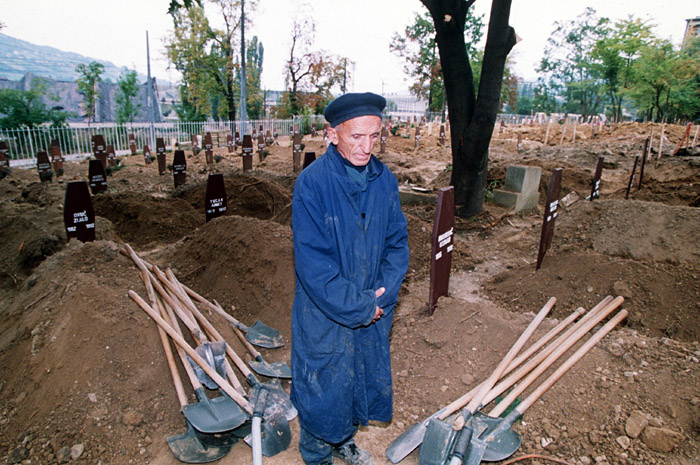
1992년, 사라예보에 마련된 집단무덤.

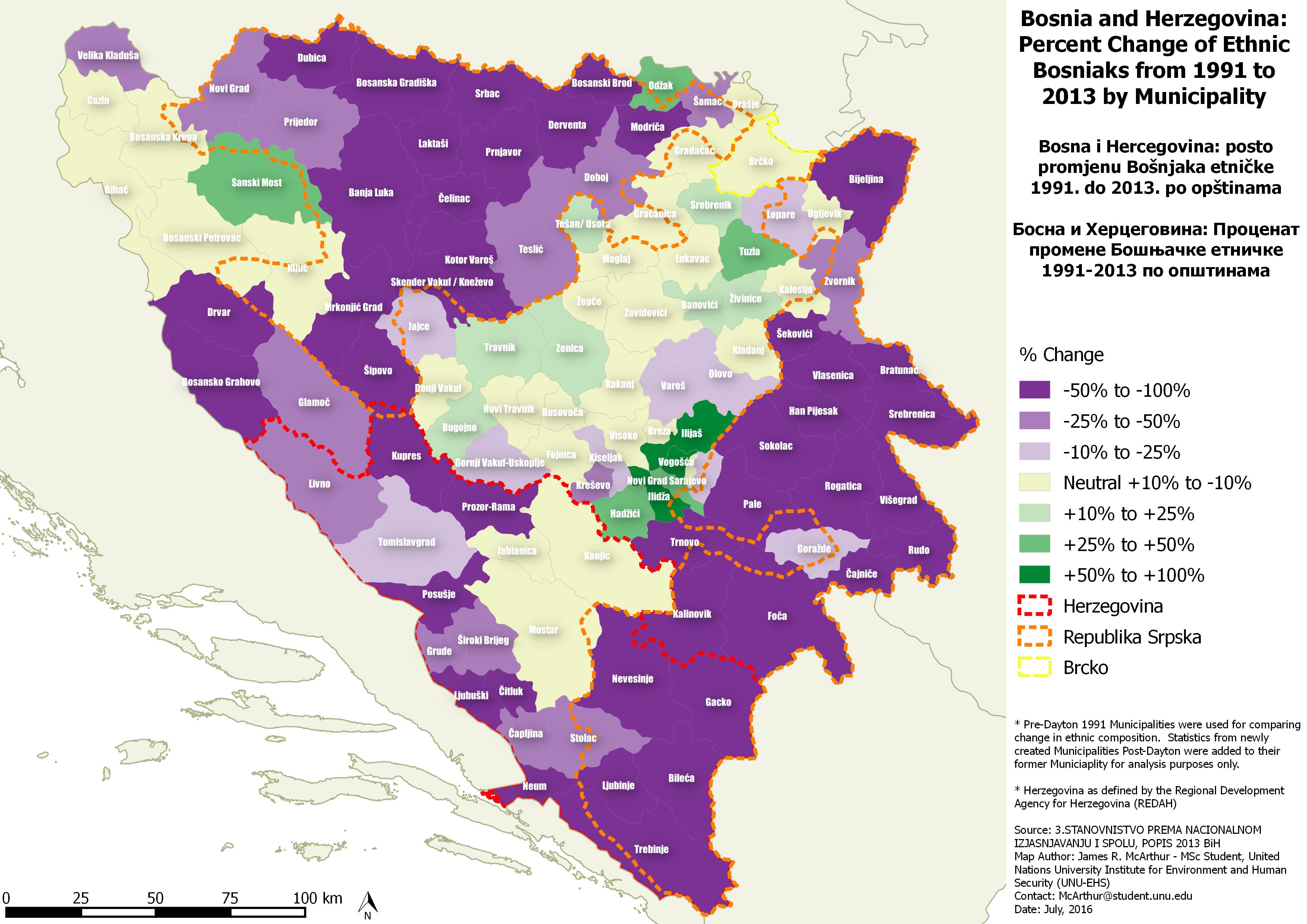
1991년부터 2013년까지 보스니아 헤르체고비나 지역 내의 보슈냐크인 인종 비율 변화 지도.

분쟁으로 발생한 사상자수를 계산하는 일은 고도로 정치화된 논의로 흘렀으며, 더군다나 다양한 민족의 정치 엘리트들이 설파하는 "피해자에 대한 이야기"로 가득 찬 정치적 향방에 큰 영향을 받았다. 분쟁 기간 총 사상자수는 25,000명에서 크게는 329,000명으로 추산된다. 사상자수 추산이 매우 크게 차이가 나는 이유는 전쟁의 희생자로 간주되는 사람의 범위가 어떤 연구에서는 군사 활동으로 발생한 직접적인 사망자만 계산하고, 다른 연구에서는 기아, 추위, 질병 등 전쟁 상황으로 사망한 모든 사람들을 포함하는 등 연구별로 그 정의가 일관되지 않았기 때문이다. 연구 초기 사상자수가 지나치게 높았던 또 다른 이유로는 많은 희생자들이 군인과 민간인 양 쪽에 중복으로 집계가 되었기 때문인데, 이는 전시 상황에서 양 쪽의 목록이 체계적으로 조정, 조사되지 않아 혼란이 많았기 때문이다. 1994년 유엔의 전쟁 범죄 전문위원회 책임자인 마흐무드 셰리프 바시우니는 총 사망자를 약 20만명이라고 추산했다.
1999년 스티븐 L. 버그 교수와 폴 S. 쇼프는 저서에서 초기에 너무 많이 집계된 사상자수 통계를 아래와 같이 정리했다.
1994년 보스니아 전쟁에 대한 언론 보도에서는 사망자, 부상자, 실종자를 합쳐 20만명이 넘는다는 보도가 자주 이루어졌다. 1995년 10월 보스니아 공화국 보건사회복지위원회 산하 공중보건연구소의 보고에 따르면 보스니아 공화국군의 통제 하에 있는 영토 내에서만 146,430명이 사망하고 174,914명이 부상을 입었다고 집계되었다. 무스타파 이마모비치는 기아나 위험 환경 노출 등 다양한 전장 영향으로 사망한 사람을 포함해 무슬림 144,248명이 사망했다고 주장했다. 적십자 및 유엔난민고등판무관의 경우 우리가 아는 한 전쟁 중 사망자수 및 부상자수에 대한 자료를 만들지 않았다. 1995년 11월 미국 중앙정보국(CIA)은 당시 스레브레니차와 제파에서 실종된 8천명에서 1만명의 사람을 제외하고 민간인 156,000명이 사망(이 중 무슬림이나 크로아트인이 장악한 영토의 1만명 제외)했다고 집계했다. 이런 민간인 사망자수는 같은 보고서에서 나온 군인 사망자 수치인 81,500명(보스니아 정부 45,000명, 크로아트계 6,500명, 세르브계 30,000명)과 비교하면 훨씬 높은 추정치이다.

### RDC의 추산
2007년 6월에는 사라예보에 본부를 둔 사라예보 연구 및 문서화 센터(RDC)가 보스니아 전쟁의 사망자에 대한 광범위한 연구를 다룬 "보스니아인 죽음의 서적"(The Bosnian Book of the Dead)을 발간했는데, 이 서적에서는 1992년부터 1995년까지 보스니아 헤르체고비나 내에서 사망하거나 실종된 전체 시민은 97,207명으로 집계되었고 희생자의 이름 명단이 공개되었다. 유엔 전범재판소의 인구통계부 부장인 에와 타보(Ewa Tabeau)는 RDC의 데이터베이스를 "보스니아 전쟁 희생자들에 대한 현존하는 가장 큰 데이터베이스"라고 평가했으며, 보스니아 전쟁 당시 사상자들을 가장 정밀하게 확인한 권위있는 자료로 알려져 있다. 2007년 97,207명의 희생자 명단을 작성하기 위해 24만개 이상의 데이터를 수집, 확인, 비교, 분석하였다.
2007년 RDC가 발표한 수치는 완전히 확인된 경우만 발표한 것이며, 수천 건의 기타 사례도 여전히 조사중이라고 밝혔다. RDC에서 집계한 모든 수치는 실종자 신고를 하기 위해 생존한 가족 구성원의 증언에 의존하기 때문에 가족 전체가 살해당한 경우 등에 대해선 집계가 어려워 과소평과된 면이 있긴 하지만, 과소평과된 그 계수는 통계적으로 유의미하지 않다고 본다. 2007년에 확인된 보스니아 전쟁의 희생자 중 최소 30%가 여성과 어린이이다.
RDC는 최종 보고서를 발간한 2012년 6월까지 주기적으로 사상자 수치를 갱신하였다. 2012년 통계에 따르면 보스니아 전쟁의 희생자의 민족비율은 보슈냐크인이 61.4%, 세르브인이 24.7%, 크로아트인이 8.3%, 기타 민족이 1% 미만이며 전체 희생자의 5%는 민족을 특정할 수 없다.
민간인 사망자는 총 38,239명으로 전체 사망자의 37.9%를 차지했다. 보슈냐크인이 민간인 사망자의 81.3%를 차지했으며 세르브인은 10.9%, 크로아트인은 6.5%를 차지했다. 이 민간인 사망자수는 어디까지나 최소치로 약 5,100명의 사망자는 신분이 명확하게 밝혀지지 않았는데 친척들이 참전용사 사망자 자격으로 오는 경제적 이득을 얻기 위해, 혹은 여러 '비공식적인 이유'로 죽은 사람의 친인척이 군인 희생자로 등록했기 때문이다.
RDC와 ICTY 인구통계부 양 측 모두 특정 피해자가 여러 목록에 기재되어 발생할 수 있는 중복 계산 문제를 해결하기 위해 원본 문서를 수기로 일일이 검사하여 중복을 확인하는 등 여러 통계 기법을 적용하였다.
RDC의 희생자 목록에는 기본 인적사항, 사망 장소 및 날짜, 군인의 경우 희생자가 속한 부대 등 30여개 정보가 데이터베이스로 정리되었다. 이를 통해 인조노가 전쟁 당시 지위(민간인과 군인 구분) 외에도 성별, 군부대, 연도 및 사망한 지역별로 사상자 통계를 정리할 수 있었다. 이 중 어느 군부대가 각 희생자를 죽였는지에 대한 범주가 가장 불완전하고 신뢰도가 낮다.

### ICTY의 추산
2010년 에와 타보가 이끄는 구유고슬라비아 국제형사재판소 헤이그 검찰국이 수행한 연구에서는 이전 수치의 오류를 지적하고 최소 희생자수를 89,186명으로 추정하였고 총 사망자 추정치를 104,732명으로 추산하였다. 타보는 이 민족별 사망자 수치를 "어느 민족이 어느 민족에게 더 많이 죽었다"라고 계산해서는 안된다고 말했는데, 이는 사라예보, 투즐라 같은 다민족 도시들은 세르비아군이 도시 내를 무차별적으로 포격하면서 같은 세르브인도 죽인 경우가 많았기 때문이었다. 보고서 저자들은 실제 사망자 수치는 이보다 더 많을 수 있다고 언급하였다.
위의 사망자 수치는 단순히 "전투 중 사망자"만 집계한 것이 아닌 전쟁 중 발생한 우발적인 충돌 사태로 인한 사망과 대규모 폭력사태로 인한 사망자도 포함한다. 구체적으로는 "비폭력행위의 사망자 증가"와 "범죄화되고 조직화되지 않은 충돌 증가"의 경우를 제외하였다. 이와 비슷하게 군인 사망자의 경우에도 전투 중과 비전투 중 사망자 모두를 포괄하였다.

### 기타 통계
크로아티아-보스니아 전쟁의 희생자를 민족별로 구체적으로 구분하여 집계한 통계는 없다. 하지만 RDC의 지역별 인명 피해 자료에 따르면 중부 보스니아의 사망자 10,448명 중 보슈냐크인이 62%였고 크로아트인이 24%, 세르브인이 13%를 차지했다. 이 중 고르니바쿠프와 부고이노는 고르네포브르바셰 지역이라는 이름으러 중부 보스니아로 구분되어 있었으나, 지역 내 1,337명의 사망자는 브르바스 지역 통계에 포함되어 있다. 고르네포브르바셰 지역에서 발생한 사망자의 70-80%가 보슈냐크인이었다. 네레트바강 지역에서는 총 6,717명의 사상자가 발생했는데 이 중 54%가 보슈냐크인, 24%가 세르브인, 21%가 크로아트인이었다. 네레트바강 지역의 사망자 대부분은 크로아티아-보스니아 전쟁으로 발생하였으나 모든 사망자가 크로아티아-보스니아 전쟁 과정에서 발생하진 않았다.
유엔에 따르면 1992년 2월부터 1995년 3월까지 유엔 보호군의 임무 수행 과정에서 총 167명이 사망하였다. 사망자 중 3명이 군사 참관단, 159명이 기타 군사요원, 민간경찰 1명, 국제민간요원 2명, 현지참모가 2명이었다.
2008년 9월 보스니아 헤르체고비나의 보슈냐크계 대통령인 하리스 실라이지치는 유엔 총회에 제출한 성명에서 "적십자사 자료에 따르면 20만명이 사망했는데 이 중 12,000명이 어린이었으며 5만명 이상의 여성이 강간당했으며, 220만명이 집에서 쫓겨나 실향민이 되었다. 이는 진정한 제노사이드이자 사회학살이다."라고 말했다. 하지만 실라이지치와 같은 연설에서는 국제적인 지지를 얻기 위해 전쟁 기간 사망자수를 지나치게 부풀렀다는 비판을 받았다. 2010년 국제 적십자사에서 출간된 서적에서는 1990년대 발칸반도에서 발발한 전쟁으로 발생한 사망자가 총 14만명이라고 언급하였다.
보스니아 전쟁 기간 실종된 34,700명 중 절대다수가 현재까지도 실종 상태이다. 2012년 국제앰네스티는 보슈냐크인 약 10,500명의 생사가 현재까지도 확인되지 않았다고 발표했다. 희생자의 시신은 약 20년이 지난 이후까지도 계속해서 발굴되고 있다. 2014년 7월에는 프리예도르 마을 인근의 토마시차 집단무덤에서 발굴된 284명의 시신이 뒤늦게 발견되어 이후 코자라츠 서북쪽 외곽에서 사망자의 친인척이 참여한 가운데 대규모 장례식과 영결식이 거행되기도 하였다.
유엔 인권 위원회(UNHCR)은 보스니아 전쟁으로 220만명 이상이 집을 떠나 실향민이 되었고 이는 제2차 세계 대전 이후 유럽에서 가장 큰 규모로 발생한 집단 실향민 사태라고 발표했다.

## 전쟁 범죄
유엔이 작성하고 마흐무드 셰리프 바시우니가 승인한 보고서에 따르면 전쟁 기간 모든 세력이 전쟁 범죄를 자행했지만 전쟁 범죄를 자행한 비율을 보면 세르브인이 90%, 크로아트인이 6%, 보슈냐크인이 4%로 세르브계의 전쟁 범죄가 절대다수를 차지했다고 발표했다. 이 보고서는 1995년 미국 중앙정보국(CIA)가 발표한 보고서의 추정치와 매우 일치한다. 2019년 10월에는 보스니아 연방검찰이 한 해 동안 기소한 전쟁 범죄의 1/3 이상이 바로 하급심으로 이관되어 검찰청에서 전쟁 범죄 기소가 제대로 이루어지지 않는다는 비판도 받았다.

### 인종 청소

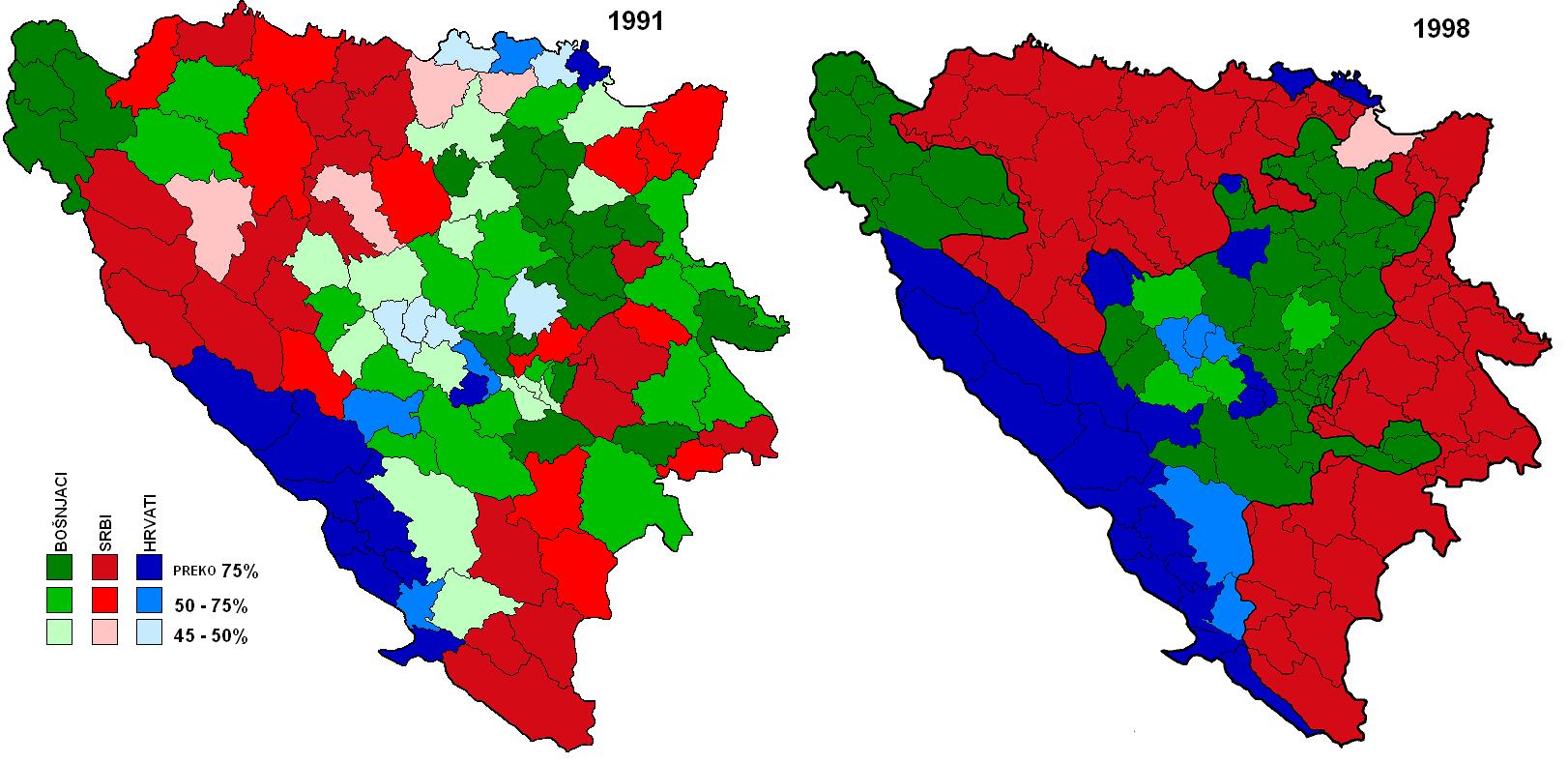
보스니아 헤르체고비나의 전쟁 이전(1991년)과 전쟁 이후(1998년) 각 지자체별 민족구성을 그린 지도. 빨강은 세르브인, 초록은 보슈냐크인, 파랑은 크로아트인이다.

보스니아 전쟁에서는 민족 청소, 인종 청소 양상이 뚜렷하게 발생하였다. 수많은 보슈냐크인(보스니아 무슬림)과 크로아트계 보스니아인이 스릅스카 공화국군과 기타 세르브계 민병대의 공격으로 고향을 떠나거나 강제로 추방당해 실향민이 되었다. 이는 협박, 강제 추방, 이동을 원치 않은 민족구성원의 살해, 그 민족집단의 예배당, 묘지, 문화적, 역사적 건물의 파괴 등으로 이루어졌다. 이 과정에서 수만명이 사망하였고, 약 100만명에서 130만명이 강제로 추방당하거나 고향에서 강제 이주되었으며 12,000명에서 20,000명에 달하는 여성들이 강간당했다.학자인 마차주 클레멘치치와 미차 자가르는 "보스니아 헤르체고비나가 균질한 민족영토로 재편된다는 민족주의적인 각 민족의 정치인의 생각이 불가피하게 민족이 혼합된 영토를 세르브계, 크로아트계, 보슈냐크계 지역으로 분할해야 했다."라고 말했다.
수많은 ICTY의 판결과 기소 내용에 따르면 세르브계와 크로아트계 군사가 단일 인종 국가(세르브계의 스릅스카 공화국 및 크로아트계의 헤르체그보스니아 크로아티아 공화국)을 세우기 위해 정치 지도부가 계획한 영토 내에서 인종 청소를 수행했다. 또한 세르브계 군사는 전쟁 말기에 스레브레니차 학살로 알려진 대규모 잔학 행위를 벌였다. 1995년 미국 중앙정보국(CIA)이 작성한 보스니아 전쟁 보고서에 따르면 전쟁 기간 자행된 인종청소 중 90%가 세르브인이 저질렀다고 분석했다.
수많은 크로아티아 국방위원회의 공격 증거를 바탕으로 ICTY 재판소는 코르디치-체르케즈 재판에서 1993년 4월까지 크로아티아 지도부가 중부 보스니아에 있는 라슈바 계곡에서 보슈냐크인을 인종적으로 '정화'시키기 위해 공동의 계획이나 구상을 꾸미고 인종청소를 자행했다고 판결하였다. 라슈바 계곡 지역의 지도자인 다리오 코르디치가 보슈냐크 학살 계획의 주동자이자 계획 수립자로 밝혀졌다.
상대적으로 드물긴 하지만 보슈냐크계 세력 민병대가 "다른 민족을 강제로 이주하게 강요했다"는 사례도 보고되었다.

### 집단학살

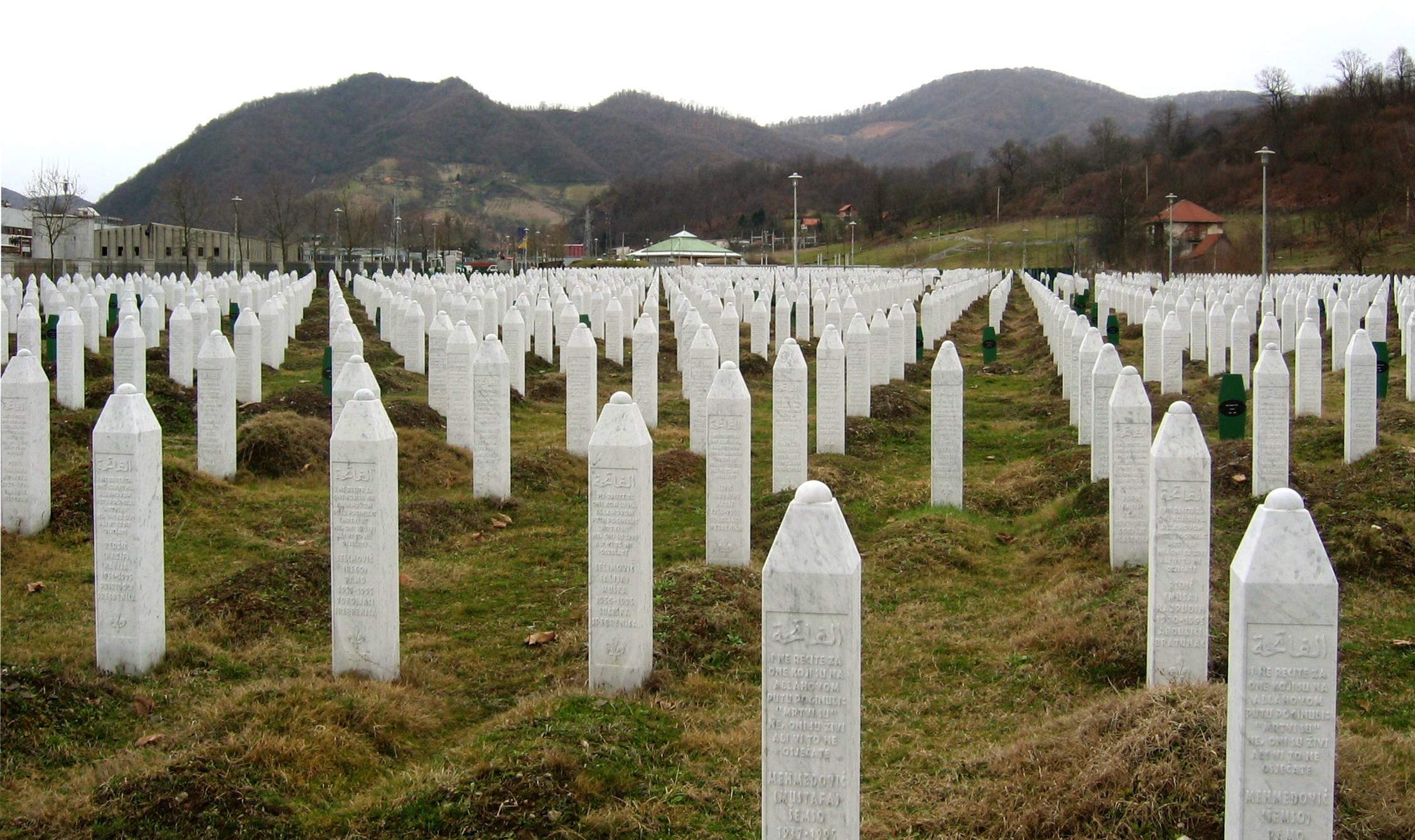
스레브레니차-포토차리 추모비 및 집단학살 희생자 위령비 터에 있는 학살 희생자들의 비석 모습.

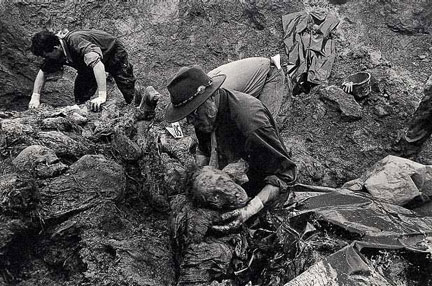
1996년 스레브레니차에서 발견된 집단학살 희생자들의 매장지.

1993년에 보스니아 헤르체고비나가 세르비아 몬테네그로를 상대로 집단학살 관련 소송을 제기한데 이어 국제사법재판소(ICJ)에서 재판이 열렸다. 2007년 2월 26일 국제사법재판소는 간접적으로 보스니아 전쟁의 성격을 국제전이라고 결정했지만 세르비아는 스릅스카 공화국이 자행한 집단학살에 대한 직접적인 책임은 없다고 판시했다. 하지만 이와 함께 세르비아가 세르비아군이 자행한 대량학살을 미리 막지 못했고 그 책임자를 처벌하고 재판에 회부하는데도 실패하였다고 판결했다. 1994년 2월 8일 피터 갈브레이스 크로아티아 주재 미 대사는 백악관에 보낸 전보에서 대량학살이 일어나고 있다고 말했다. 전보에서는 카라지치의 유고슬라비아 인민군이 사라예보를 "지속적이며 무차별적으로 포격, 박격포격"을 자행하고 있으며, 북부 보스니아에서 "강제로 추방 혹은 떠나보내기 위해" 소수민족집단을 지속적으로 괴롭히고 있고 인질들을 "전선에서 위험한 일을 시키면서" 활용하는 등 대량학살이 자행되는 증거가 발견되고 있다고 말했다. 2005년 미국 의회는 "세르비아의 침공과 인종 청소 정책은 집단학살라는 용어를 사용하여 정의하기에 충분하다"라는 결의안을 통과시켰다.
법원은 1992년부터 1995년 사이 전쟁 기간 발생한 여러 범죄들이 국제법에 따르면 각각 인도에 반한 죄에 해당할 순 있으나, 이러한 행위들 자체가 집단학살을 구성하진 않는다고 결론내렸다. 2006년 5월 몬테네그로가 독립 선언을 한 이후 법원은 사건에 대해 세르비아가 전적으로 책임을 가지고 있으나 "당시 세르비아 몬테네그로 연합국과 관련된 모든 사항"에 대해서는 당시 관련자 전체가 책임이 있다고 판결내렸다.

### 강간
보스니아 전쟁 기간 총 12,000명에서 50,000명에 달하는 여성들이 강간당했으며, 이들 중 대부분은 세르비아군에게 강간당했다. 이런 양상은 "집단강간"으로 불렀는데 특히 스릅스카 공화국군과 세르브계 경찰이 전쟁 무기라는 수단으로 '강간'을 사용한 점에서 집단강간이라는 용어가 쓰였다. 구유고슬라비아 국제형사재판소는 사법 역사상 최초로 전쟁 기간 발생한 "조직적인 강간"과 '성노예' 행위를 인도에 반한 죄로 대량학살이라는 전쟁범죄 다음가는 조직적인 범죄라고 판결하였다. 집단강간은 동부 보스니아, 특히 포차와 비셰그라드에서 가장 체계적으로 일어났으며 그 외에도 사라예보 포위전 당시 그르바비차에서도 조직적으로 발생했다. 성인 여성과 미성년자 소녀들은 심각하게 비위생적인 환경에서 거주해야 하는 여러 강간수용소에 수감되었고, 세르브계 정부는 강간수용소를 운영하여 여성을 자유롭게 성폭행할 수 있도록 설계, 운영하였다. 제일 악명 높은 예는 포차 인종청소 당시 운영했던 강간수용소인 "카라만의 집"이다. 강간수용소나 집단강간 사태에서 살아남은 여성들은 흔히 겪는 합병증으로 원치 않는 임신과 성병, 기타 심리학적, 부인과학적 장애 및 질병이 있었다.

### 기소와 전범재판
1993년에는 유엔 산하기구로 구 유고슬라비아 전쟁 기간 발생한 전쟁범죄를 저지른 사람을 기소하고 재판하기 위해 구유고슬라비아 국제형사재판소(ICTY)가 설립되었다. 본 재판소는 특별재판소로 본부는 네덜란드의 헤이그에 있었다.
법정에 따르면 2008년 초 ICTY는 1990년대 발칸반도에서 일어난 전쟁과 관련하여 세르브인 45명, 크로아트인 12명, 보슈냐크인 4명이 기소되어 유죄 판결을 받았다. 세르브인과 크로아트인쪽의 경우에는 모두 조직적인 전쟁 범죄(공동범죄집단)으로 기소되어 유죄 판결을 받았으며, 보슈냐크인은 개별적인 전쟁 범죄 혐의로 기소되어 유죄 판결을 받았다. 세르비아 전시 지도부 대부분이 기소되었는데 빌랴나 플라브시치, 몸칠로 크라이슈니크, 라도슬라브 브르자닌,, 두슈코 타디치 등은 전부 전쟁 범죄와 인종 청소 혐의로 기소되어 유죄 판결을 받았다.

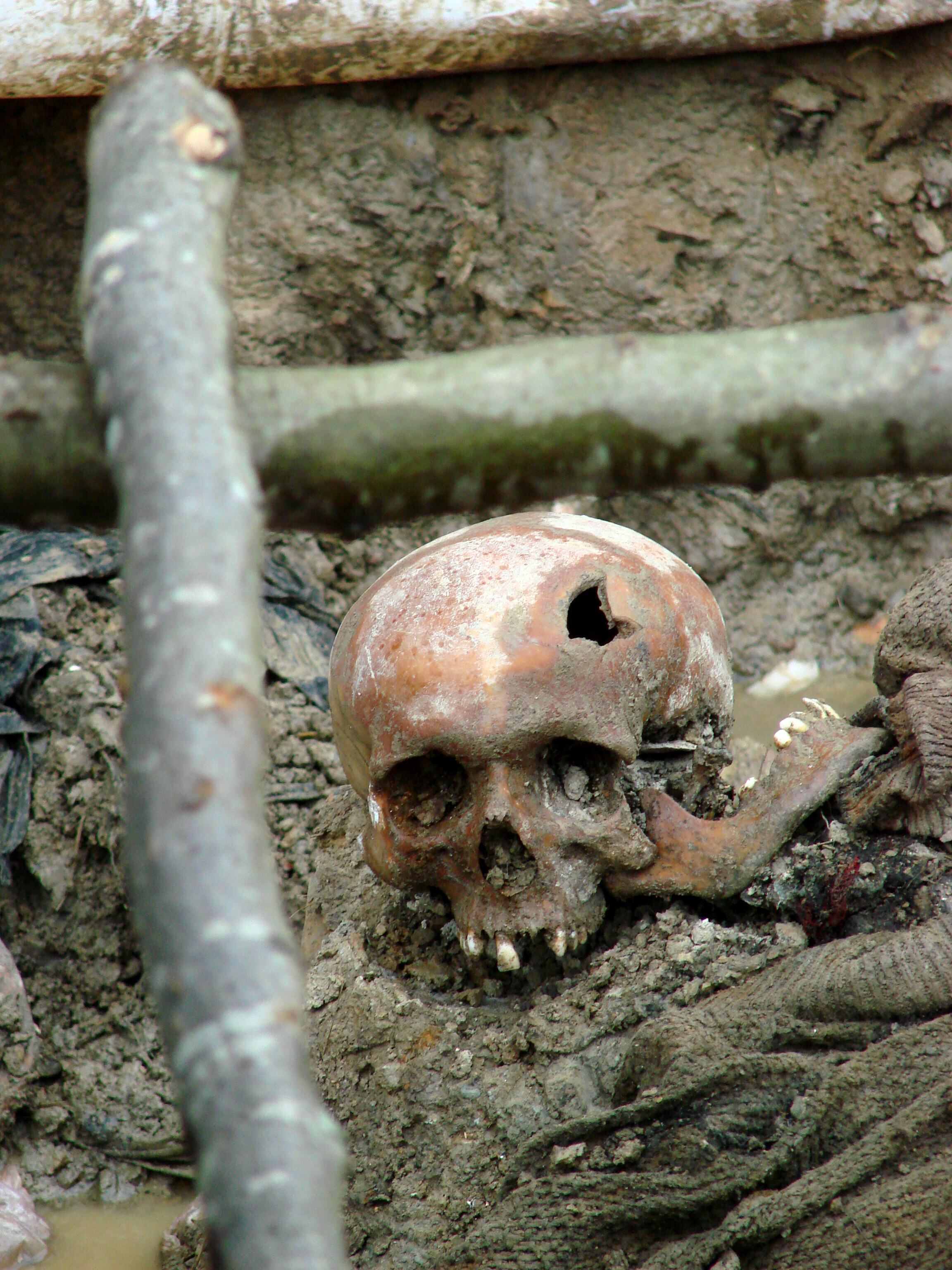
2007년 포토차리 외곽에서 발견된 집단무덤에서 나온 1995년 7월 스레브레니차 집단학살 희생자의 유골.

스릅스카 공화국의 전 대통령인 라도반 카라지치도 재판이 열려 인도에 반한 죄와 집단학살 범죄 등의 혐의로 종신형을 선고받았다. 스릅스카 공화국군의 참모총장이었던 라트코 믈라디치도 사라예보 포위전과 스레브레니차 집단학살과 관련된 전쟁 범죄 혐의로 재판을 받았다. 믈라디치는 2017년 11월 헤이그에서 유죄 판결을 받고 종신형을 선고받았다. 준군사조직 지휘관인 보이슬라브 셰셸도 2007년부터 2018년까지 공동범죄집단의 일원으로 보스니아 헤르체고비나의 비세르브계 다수 지역에서 인종 청소와 '정화' 작업을 진행했다는 혐의로 재판에 회부되었다. 세르비아의 대통령인 슬로보단 밀로셰비치도 보스니아 전쟁과 관련하여 제네바 협약 위반, 인도에 반한 죄, 집단학살죄 등의 전쟁 범죄 혐의로 기소되었으나 2006년 재판이 끝나기도 전에 사망하였다.
보스니아 헤르체고비나의 전 대통령 알리야 이제트베고비치가 사망한 이후 ICTY는 이제트베고비치의 조사를 진행중이었으나 사망으로 공소권이 없어 기소가 중단되었다고 발표했다. 전쟁 범죄 혐의로 유죄 판결을 받은 보슈냐크인 중에서는 보스니아 헤르체고비나군 참모총장인 라심 델리치도 있는데, 델리치는 보스니아군 산하 보스니아인 무자헤딘이 포로로 잡은 민간인과 적군 전투원을 상대로 학살하는 전쟁 범죄를 막지 않은 혐의로 2008년 9월 15일 징역 3년형을 선고받았다. 보스니아 헤르체고비나 공화국군의 장군이었던 엔베르 하지하사노비치는 중부 보스니아에서 살인 및 고의적인 파괴 행위에 대한 책임으로 3년 6월형을 선고받았다. 첼레비치 수용소의 보스니아군 부사령관인 하짐 델리치는 수용소에 세르브계 민간인을 구금하였다. 델리치는 2003년 4월 8일 ICTY 항소심에서 포로에 대한 살인 및 고문과 세르브인 여성 2명을 강간한 혐의로 18년형을 선고받았다. 보스니아의 지휘관 세페르 할릴로비치는 네레트바 '93 작전 당시 발생한 사건에서 법률 위반과 형사법률에 따른 전쟁법 및 관습국제법 위반으로 기소되었으나 무죄 판결을 받았다. 세르비아 측은 보스니아 정부가 보슈냐크인의 전쟁 범죄를 무시하거나 경시하면서 세르브인만 적극적으로 기소하여 선별적인 정의만 실천하고 있다고 비난했다.
중앙보스니아의 크로아트계 정치 지도자인 다리오 코르디치는 중앙보스니아에서 벌어진 인종 청소 등의 인도에 반한 죄로 유죄 판결을 받고 징역 25년형을 선고받았다. 2013년 5월 29일에는 헤르체그보스니아 크로아티아인 공화국의 총리였던 야드란코 프를리치에게 1심에서 징역 25년형을 선고받았다. 그 외에도 재판부는 같은 날 헤르체그보스니아의 국방장관 브루노 스토이치에게 20년형을, 헤르체그보스니아의 군사 지휘관 슬로보단 프랄랴크와 밀리보이 페트코비치에게 각각 20년형을, 헤르체그보스니아군 헌병대사령관 발렌틴 초리치에게 20년형을, 포로 협상단 지도자이자 크로아트계가 운영한 강제수용소 총지휘관인 베리슬라브 푸시치에게 10년형을 선고하였다. 재판장 장클로드 엉토네티(Jean-Claude Antonetti) 외 재판관들은 다수결에 따라 이 다섯명이 보스니아 헤르체고비나 내 비크로아트계 다수 지역을 상대로 한 공동범죄집단에 가담하였으며 이 공동범죄집단에는 크로아티아의 대통령 프라뇨 투지만, 크로아티아의 국방장관 고이코 슈샤크, 장군 얀코 보베트코도 포함되어 있다고 판결했다. 하지만 2016년 7월 19일 항소심에서 재판부는 공동범죄집단의 (투지만, 슈샤크, 보베트코에 대한) 가담 여부에 대해 명확한 결과를 내놓지 않으며, 그들은 어떤 범죄도 유죄라고 볼 순 없다라고 판결하였다.
스레브레니차 집단학살에서의 집단학살이 세르브인이 받은 유죄 판결 중 가장 심각한 전쟁 범죄이다. 크로아트인이나 보슈냐크인의 경우에는 인도에 반한 죄가 가장 심각한 전쟁 범죄로 유죄 판결되었다.

### 화해와 추모

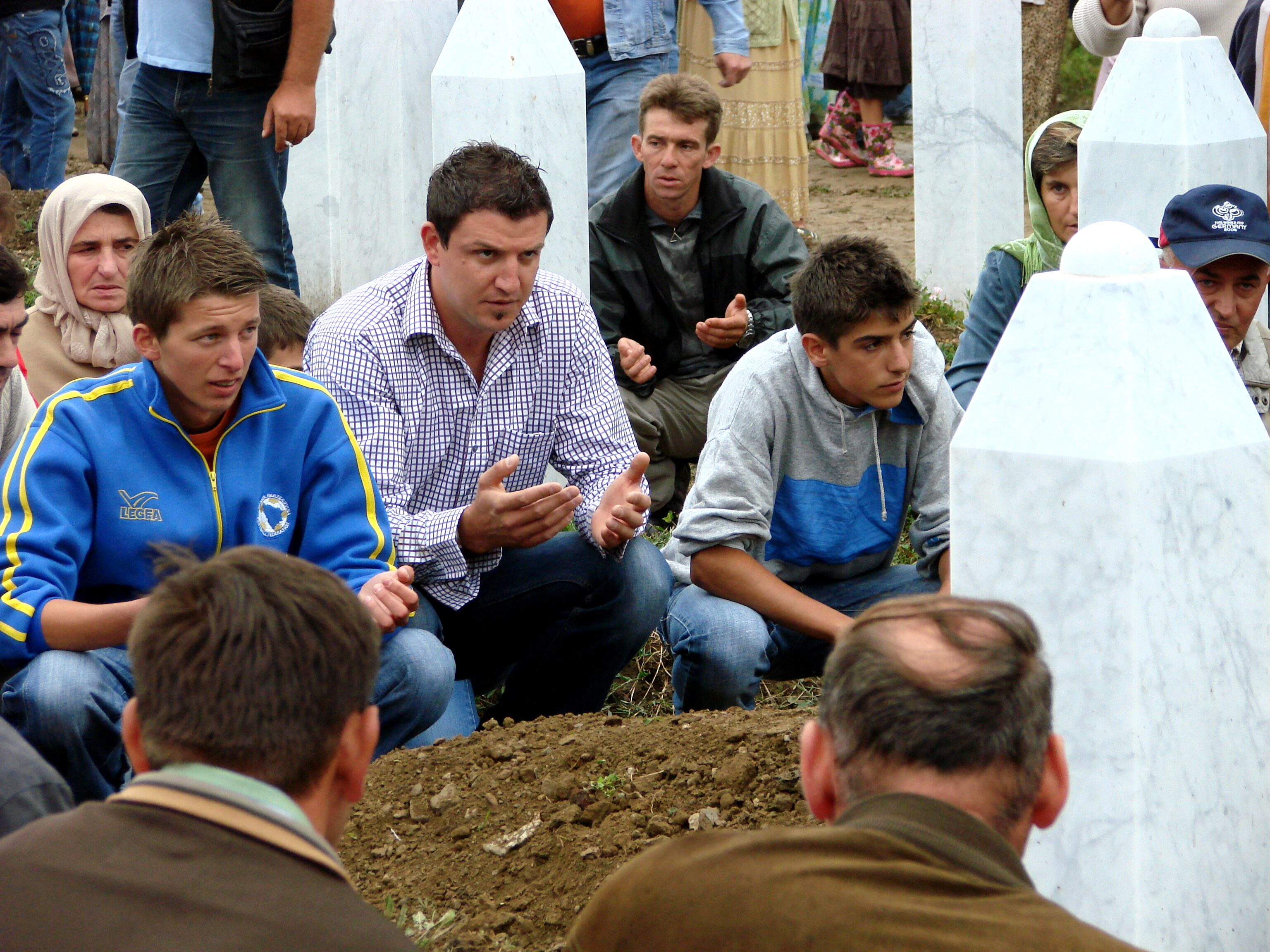
2007년 7월 열린 스레브레니차 집단학살 희생자 추도식에 참석한 조문객들.

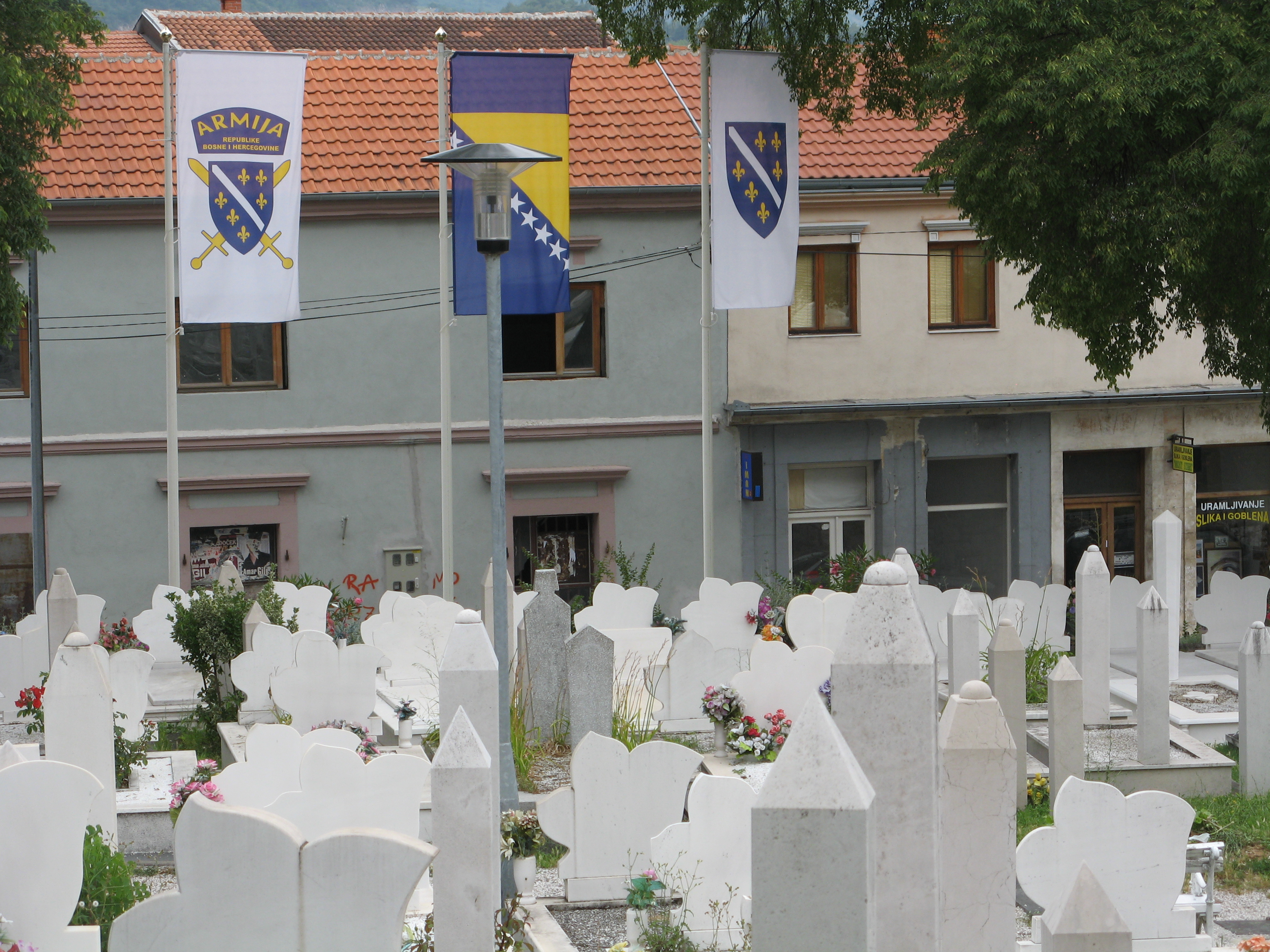
모스타르의 공동묘지에서 보스니아 헤르체고비나 공화국군의 군기(왼쪽), 보스니아 헤르체고비나의 국기(가운데), 보스니아 헤르체고비나 공화국의 국기(오른쪽)이 계양된 모습.

2004년 12월 6일, 세르비아의 대통령 보리스 타디치는 보스니아 헤르체고비나에서 세르브인의 이름으로 자행된 범죄의 희생자들에게 사과하고 추모하는 연설을 진행했다.
2010년 4월 크로아티아의 대통령 이보 요시포비치는 보스니아 전쟁에서 크로아티아가 자행한 일에 대해 사과하였다. 보스니아 헤르체고비나의 당시 보슈냐크계 대통령이었던 하리스 실라이지치는 크로아티아의 관계를 높게 평가했는데 이는 전날 세르비아에 대해 혹독하게 비판한 분위기와는 정 반대였다. 요시포비치는 보스니아 헤르체고비나 의회에서 "크로아티아 공화국이 오늘날까지 여전히 우리에게도 부담을 주는 국민들의 분열과 고통에 기여한 것에 대해 깊이 유감스럽게 생각한다"라고 말했다.
2010년 3월 31일 세르비아 의회에서 "1995년 7월 스레브레니차에서 보슈냐크인에게 저지른 범죄를 강력히 규탄"하는 성명이 통과되었고 이 지역의 희생자 유가족들에게 처음으로 사과하였다. 결의안 통과는 타디치 대통령의 제안으로 세르비아 사회와 정계에서 큰 논란이 있었으나 이를 추진하였다. 과거에는 세르비아 내 인권 단체와 비국수주의 정당만이 이를 지지하였다.

## 양상

### 내전과 침략전쟁
보스니아 전쟁에서 크로아티아와 세르비아가 개입하여 전쟁의 양상이 내전인지 이웃 국가들의 보스니아 침략 전쟁인지에 대해 오랫동안 논쟁이 있어왔다. 스티븐 버그와 폴 슈프는 아래와 같이 말했다.
처음부터 보스니아 헤르체고비나 전쟁의 성격은 상반된 해석의 대상이 되었다. 이는 지상에 있는 객관적인 사실 뿐 아니라 이를 명확히 할 사람들의 정치적 이익에도 뿌리를 두고 있다.

반면 보스니아 전쟁은 "명백히 내전으로 볼 수 있는 사례로, 권력 분점을 위한 협정에 합의할 수 없는 집단간의 내부 분쟁"으로 간주하는 학자들도 있다.
데이비드 캠벨은 '내전'이라는 단어 사용을 비판하면서 이는 "모든 편의 죄가 동등하며" "세르브인의 공포를 행동의 근거가 되는 것처럼 강조하여" "도덕적 평준화"를 만들어버릴 위험이 있다고 강조했다.
내전이라는 설명과 대조적으로 보슈냐크인, 수많은 크로아트인, 서방 정치인, 인권단체는 보스니아 전쟁이 카라조르제보와 그라츠 협정에 기반한 세르비아와 크로아티아의 침략전쟁이라 부르는데 세르비아에서는 이 때문에 내전이라는 말을 강조한다.

세르브계 보스니아인과 크로아트계 보스니아인은 세르비아와 크로아티아로부터 상당한 정치적, 군사적 지원을 받았으며 보스니아 헤르체고비나를 외교적으로 인정한 결정도 분쟁에 대한 국제적인 해석에 큰 영향을 미쳤다. 버그와 슈프는 아래와 같이 말했다.
국제외교와 국제법의 관점에서...보스니아 헤르체고비나의 독립을 인정하고 유엔에 가입하기로 국제적으로 결정한 것은 세르비아와 크로아티아가 외부의 침략의 한 사례로 전쟁을 정의하기에 좋은 구실이 되었다. 세르비아에게는 세르브계 보스니아군이 '사실상' 유고슬라비아 인민군의 지휘 하에 있었고 따라서 외부에서의 침략도구로 쓰였음을 볼 수 있다. 크로아티아에게는 크로아티아 정규군이 보스니아 헤르체고비나의 영토보전을 방해했으며, 이는 외부 세력의 침공의 사례라는 또 다른 중요한 증거가 된다.

한편 수마트라 보세는 보스니아 전쟁을 세르비아와 크로아티아의 민족주의자들의 주장에 동조하지 않고도 내전이라고 설명하는 것이 가능하다고 주장했다. 보세는 "모든 심각한 사건들이 '외부적인' 사건과 세력의 개입으로 촉발되었지만 지역사회도 그 폭력사건에 심각하게 깊이 연루되었다"며 따라서 1992년부터 1995년까지 지속된 보스니아 전쟁은 비록 보스니아 영토 외에서도 중요한 측면을 가지고 있긴 하지만 '내전'이라 부르는 것이 더 타당하다고 주장했다.
두슈코 타디치와 즈드라브코 무치치 재판에서 ICTY는 보스니아 헤르체고비나와 유고슬라비아 연방공화국 간 분쟁은 국제적인 차원의 분쟁이었다고 결론지었다.
 본 재판에서 다루는 기간(1992년)의 자료에 따르면 스릅스카 공화국군은 유고슬라비아 연방공화국(FRY)의 전반적인 통제 하에 활동한다고 볼 수 있으며, 따라서 1992년 5월 19일 이후에도 세르브계 보스니아인과 보스니아 헤르체고비나 중앙정부와의 무장 충돌은 국제적인 무력분쟁으로 간주해야 한다.

위와 비슷하게 이비차 라이치, 티호미르 블라슈키치, 다리오 코르디치 재판에서도 크로아티아-보스니아 전쟁은 국제적인 분쟁이라고 결론지었다.
제네바 협약 제4조의 중대한 위반을 목적으로 크로아티아군이 크로아트계 보스니아인을 지원하기 위하여 보스니아 정부군의 영토 내에서 중요하고 지속적인 군사행동을 발생시킨 것은 크로아트계 보스니아인과 보스니아 정부 사이 분쟁을 국제적인 분쟁으로 전환시키기 충분하였다.

2010년에는 보스니아군 지휘관이자 전 대통령이었던 에유프 가니치가 전쟁 범죄 혐의로 세르비아의 범죄인 인도 요청을 통해 런던에서 구금되었다. 티모시 워크맨 판사는 세르비아의 요청이 "정치적인 동기"에서 나왔다며 가니치를 즉각 석방해야 한다고 판결하였다. 보석심에서 워크맨 판사는 보스니아 전쟁이 1992년 3월 3일 보스니아가 독립을 선언하면서 시작한 국제적인 무력 분쟁이었다고 결론내렸다.
학자인 메리 칼더는 보스니아 전쟁은 자신이 주창하는 신전쟁(new wars)의 한 예시라고 주장했다.

### 민족전쟁
대부분의 학계와 통상적인 시각은 보스니아 전쟁은 민족간의 전쟁, 민족분규라는 입장이다. 하지만 미국 이타카 칼리지의 교수 V.P.가뇽이 집필한 저서 "민족전쟁의 신화: 1990년대 세르비아와 크로아티아"(In The Myth of Ethnic War: Serbia and Croatia in the 1990s)에 따르면 보스니아 전쟁과 기타 유고슬라비아 전쟁이 전쟁중인 세력 사이 민족적 증오의 산물이라는 서구에서 널리 퍼진 믿음에 의문을 제기하였다. 가뇽은 두 전쟁이 보통 사람들에 의해 발발한 게 아니라 정치적, 경제적 자유화와 민주화에 저항한 권력에 굶주린 정치 엘리트가 일으켰다고 주장했다. 서구 가치와 정 반대의 지역인 발칸반도와 민족전쟁의 장이라고 보는 서구 학자, 정치인, 저널리스트의 시각에 이의를 제기하며 그 근거로 1980년대 후반 유고슬라비아의 여론조사를 인용하며 높은 혼인율, 높은 비율의 병역거부자, 민족주의 운동에 대한 저항, 민족간의 관계에 대한 호의 등등을 여러 요인으로 꼽았다.

## 대중 문화에서의 전쟁

### 음악
밴드 U2는 보스니아에 관한 노래인 〈Miss Sarajevo〉에서 보노와 루치아노 파바로티가 함께 노래를 불렀다.

### 비디오 게임
2014년 발매된 디스 워 오브 마인은 사라예보 포위전 기간 보스니아 민간인이 겪었던 열약한 생활 환경과 전시의 잔혹 행위에 영감을 받아 만들어진 게임으로, 플레이어는 부서진 집안에서 민간인 생존자들을 통제하고 살아남아야 한다.

## 같이 보기
- 1991년 보스니아 헤르체고비나 인구 조사
- 1995년 나토의 보스니아 헤르체고비나 폭격
- 보스니아 헤르체고비나군
- 지휘책임(야마시타 기준)
- 보스니아 헤르체고비나의 고위대표
- 보스니아 헤르체고비나의 지뢰 오염
- 보스니아 전쟁의 집단학살 목록
- 유고슬라비아 전쟁 기간의 프로파간다

## 참고 문헌

### 서적
- Bartos, Otomar J.; Wehr, Paul (2002). 《Using Conflict Theory》. Cambridge University Press. ISBN 978-0-521-79446-6.
- Bethlehem, Daniel; Weller, Marc (1997). 《The Yugoslav Crisis in International Law》. Cambridge University Press. ISBN 9780521463041.
- Bjarnason, Magnus (2001). 《The War and War-games in Bosnia and Herzegovina from 1992 to 1995: The Main Events, Disagreements and Arguments, Resulting in a "de Facto" Divided Country》. M. Bjarnason. ISBN 978-9979-60-669-7.
- Bose, Sumantra (2002). 《Bosnia After Dayton: Nationalist Partition and International Intervention》. C. Hurst & Co. Publishers. ISBN 978-1-85065-585-5.
- Bose, Sumantra (2009). 《Contested Lands》. Harvard University Press. ISBN 978-0-674-02856-2.
- Burg, Steven L.; Shoup, Paul S. (2015). 《Ethnic Conflict and International Intervention: Crisis in Bosnia-Herzegovina, 1990-93》. Taylor & Francis. ISBN 978-1-317-47101-1.
- Burg, Steven L.; Shoup, Paul S. (1999). 《The War in Bosnia-Herzegovina: Ethnic Conflict and International Intervention》 2판. M.E. Sharpe. ISBN 978-0-7656-3189-3.
- Caspersen, Nina (2010). 《Contested Nationalism: Serb Elite Rivalry in Croatia and Bosnia in the 1990s》. Berghahn Books. ISBN 978-1-84545-791-4.
- Central Intelligence Agency, Office of Russian and European Analysis (2002). 《Balkan Battlegrounds: A Military History of the Yugoslav Conflict, 1990–1995, Volume 1》. Washington, D.C.: Central Intelligence Agency. ISBN 978-0-16-066472-4.
- Central Intelligence Agency, Office of Russian and European Analysis (2002). 《Balkan Battlegrounds: A Military History of the Yugoslav Conflict, 1990–1995, Volume 2》. Washington, D.C.: Central Intelligence Agency. ISBN 978-0-16-066472-4.
- Christia, Fotini (2012). 《Alliance Formation in Civil Wars》. Cambridge: Cambridge University Press. ISBN 978-1-13985-175-6.
- Donia, Robert J. (2006). 《Sarajevo: A Biography》. University of Michigan Press. ISBN 978-0-472-11557-0.
- Finlan, Alastair (2004). 《The Collapse of Yugoslavia 1991–1999》. Osprey Publishing. ISBN 9781841768052. 2013년 2월 16일에 확인함.
- Forsythe, David P. (2009). 《Encyclopedia of Human Rights》 1. Oxford University Press. ISBN 9780195334029. 2013년 5월 4일에 확인함.
- Hammond, Philip (2007). 《Framing Post-Cold War Conflicts: The Media and International Intervention》. Manchester: Manchester University Press. ISBN 978-0-7190-7696-1.
- Harris, Paul (1995). 《Cry Bosnia》. Canongate. ISBN 978-0-86241-564-8.
- Hoff, Lee Ann (2009). 《Violence and Abuse Issues: Cross-Cultural Perspectives for Health and Social Services》. Routledge. ISBN 9780203875629. 2013년 2월 18일에 확인함.
- Lukic, Reneo; Lynch, Allen (1996). 《Europe from the Balkans to the Urals: The Disintegration of Yugoslavia and the Soviet Union》. SIPRI, Oxford University Press. ISBN 9780198292005.
- Mulaj, Klejda (2008). 《Politics of Ethnic Cleansing: Nation-state Building and Provision of In/security in Twentieth-century Balkans》. Lexington Books. ISBN 978-0-7391-1782-8.
- Wood, Elisabeth J. (2013).  Miranda A.H Horvath, Jessica Woodhams, 편집. 《Handbook on the Study of Multiple Perpetrator Rape: A multidisciplinary response to an international problem》. Routledge. ISBN 978-0-415-50044-9.
- Ramet, Sabrina P. (2010). 《Central and Southeast European Politics since 1989》. Cambridge University Press. ISBN 978-1-139-48750-4.
- Ramet, Sabrina P. (2006). 《The Three Yugoslavias: State-Building and Legitimation, 1918–2005》. Bloomington, Indiana: Indiana University Press. ISBN 978-0-253-34656-8.
- 《Why Bosnia? Writings on the Balkan War》. Stony Creek, CT: The Pamphleteer's Press, Inc. 1993. ISBN 978-0-9630587-9-9.
- Rogel, Carole (1998). 《The Breakup of Yugoslavia and the War in Bosnia》. Greenwood Publishing Group. ISBN 978-0-313-29918-6.
- Schindler, John R. (2007). 《Unholy Terror: Bosnia, Al-Qa'ida, and the Rise of Global Jihad》. New York City: Zenith Press. ISBN 9780760330036.
- Shrader, Charles R. (2003). 《The Muslim-Croat Civil War in Central Bosnia: A Military History, 1992–1994》. College Station, Texas: Texas A&M University Press. ISBN 978-1-58544-261-4.
- Tanner, Marcus (2001). 《Croatia: A Nation Forged in War》. New Haven: Yale University Press. ISBN 978-0-300-09125-0.
- Trbovich, Ana S. (2008). 《A Legal Geography of Yugoslavia's Disintegration》. Oxford University Press, USA. ISBN 978-0-19-533343-5.
- Wiebes, Cees (2003). 《Intelligence and the War in Bosnia, 1992–1995》. LIT Verlag Münster. ISBN 978-3-8258-6347-0.
- Hoare, Marko Attila (2004). 《How Bosnia Armed》. Saqi Books. ISBN 978-0863564512.
- Broz, Svetlana (2004). 《Good People in an Evil Time》. Ethnographies of the Present. ISBN 978-1590510612.
- Lowery, Zoe; Ching, Jacqueline (2016). 《The Bosnian War and Ethnic Cleansing》. Rosen Young Adult. ISBN 978-1499463040.
- Cushman, Thomas; Mestrovic, Stjepan (1996). 《This Time We Knew: Western Responses to Genocide in Bosnia》. New York University Press. ISBN 978-0814715352.
- Bartrop, Paul R. (2016). 《Bosnian Genocide: The Essential Reference Guide》. Greenwood Press. ISBN 9781440838682.
- Donia, Robert J.; Fine, John V. A. (1994). 《Bosnia-Hercegovina: A Tradition Betrayed》. C. Hurst & Co (Publishers) Ltd. ISBN 978-1850652113.
- Toal, Gerard; Dahlman, Carl (2011). 《Bosnia Remade: Ethnic Cleansing and Its Reversal》. OUP USA. ISBN 978-0199730360.
- Cekic, Smail (2005). 《The Aggression Against the Republic of Bosnia and Herzegovina: Planning, Preparation, Execution, Books I-II》. Institute for the Research of Crimes Against Humanity and International Law. ISBN 978-9958740220.
- Magas, Branka (2001). 《The War in Croatia and Bosnia-Herzegovina 1991-1995》. Routledge. ISBN 978-0714682013.

### 저널
- Baker, Catherine. "Between the round table and the waiting room: Scholarship on war and peace in Bosnia-Herzegovina and Kosovo after the ‘Post-Cold War’." Contemporary European History 28.1 (2019): 107-119. online
- Krišto, Jure (April 2011). “Deconstructing a myth: Franjo Tuđman and Bosnia and Herzegovina”. 《Review of Croatian History》 6 (1): 37–66.
- Marijan, Davor (2004). “Expert Opinion: On the War Connections of Croatia and Bosnia and Herzegovina (1991–1995)”. 《Journal of Contemporary History》 36: 249–289.
- Meznaric, Silva; Zlatkovic Winter, Jelena (February 1993). “Forced Migration and Refugee Flows in Croatia, Slovenia and Bosnia-Herzegovina: Early Warning, Beginning and Current State of Flows”. 《Refuge》 12 (7): 3–4.
- Sadkovich, James J. (January 2007). “Franjo Tuđman and the Muslim-Croat War of 1993”. 《Review of Croatian History》 2 (1): 204–245. ISSN 1845-4380.
- Tomas, Mario; Nazor, Ante (October 2013). “Prikaz i analiza borbi na bosanskoposavskom bojištu 1992.” [Analysis of the Military Conflict on the Bosnian-Posavina Battlefront in 1992]. 《Scrinia Slavonica》 13 (1): 277–315. ISSN 1848-9109.

### 기타 자료
- “Appeals Chamber Judgement in the Case The Prosecutor v. Tihomir Blaškić” (PDF). International Criminal Tribunal for the former Yugoslavia. 2004년 7월 29일.
- “Prosecutor v. Ćurić Enes, Demirović Ibrahim, Kreso Samir, Čopelja Habib and Kaminić Mehmed”. The Court of Bosnia and Herzegovina. 2015. 2022년 2월 22일에 원본 문서에서 보존된 문서. 2022년 2월 22일에 확인함.
- “Judgement Summary for Rasim Delić” (PDF). International Criminal Tribunal for the former Yugoslavia. 2008년 9월 15일.
- “Summary of the Judgement for Enver Hadžihasanović and Amir Kubura” (PDF). International Criminal Tribunal for the former Yugoslavia. 2006년 3월 15일.
- “Judgement in the Case The Prosecutor v. Sefer Halilović” (PDF). International Criminal Tribunal for the former Yugoslavia. 2005년 11월 16일.
- “Prosecutor v. Radovan Karadžić” (PDF). The Hague: International Criminal tribunal for the Former Yugoslavia. 2016년 3월 24일.
- “Appeals Chamber Judgement in the Case The Prosecutor v. Dario Kordić and Mario Čerkez” (PDF). International Criminal Tribunal for the former Yugoslavia. 2004년 12월 17일.
- “Appeals Chamber Judgement in the Case The Prosecutor v. Radislav Krstić” (PDF). International Criminal Tribunal for the former Yugoslavia. 2004년 4월 19일.
- “Prosecutor v. Ratko Mladić” (PDF). The Hague: International Criminal tribunal for the Former Yugoslavia. 2017년 11월 22일.
- “Summary of the Sentencing Judgement for Ivica Rajić” (PDF). International Criminal Tribunal for the former Yugoslavia. 2006년 5월 8일.